# Paderborn

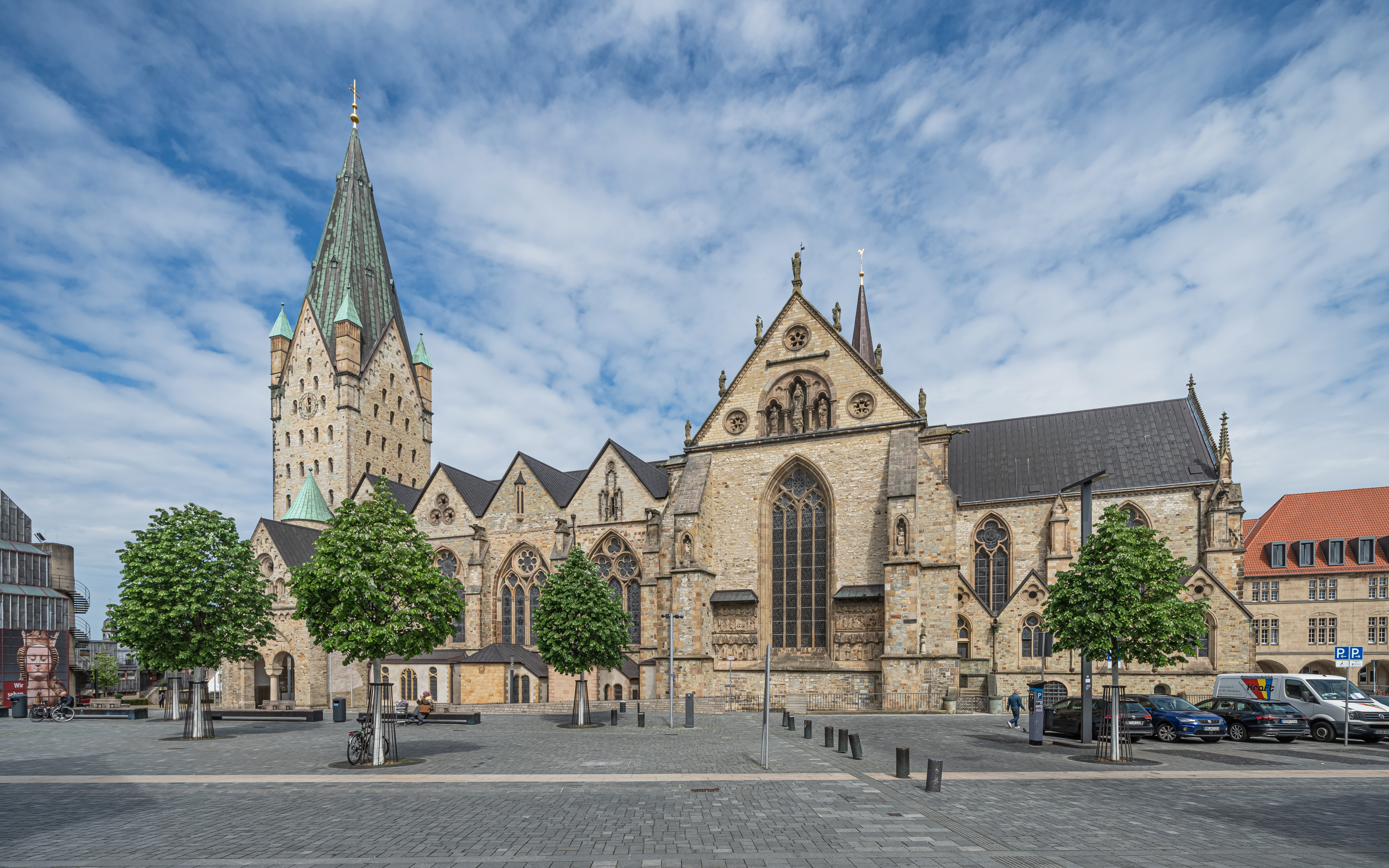
Die Südseite des Paderborner Doms

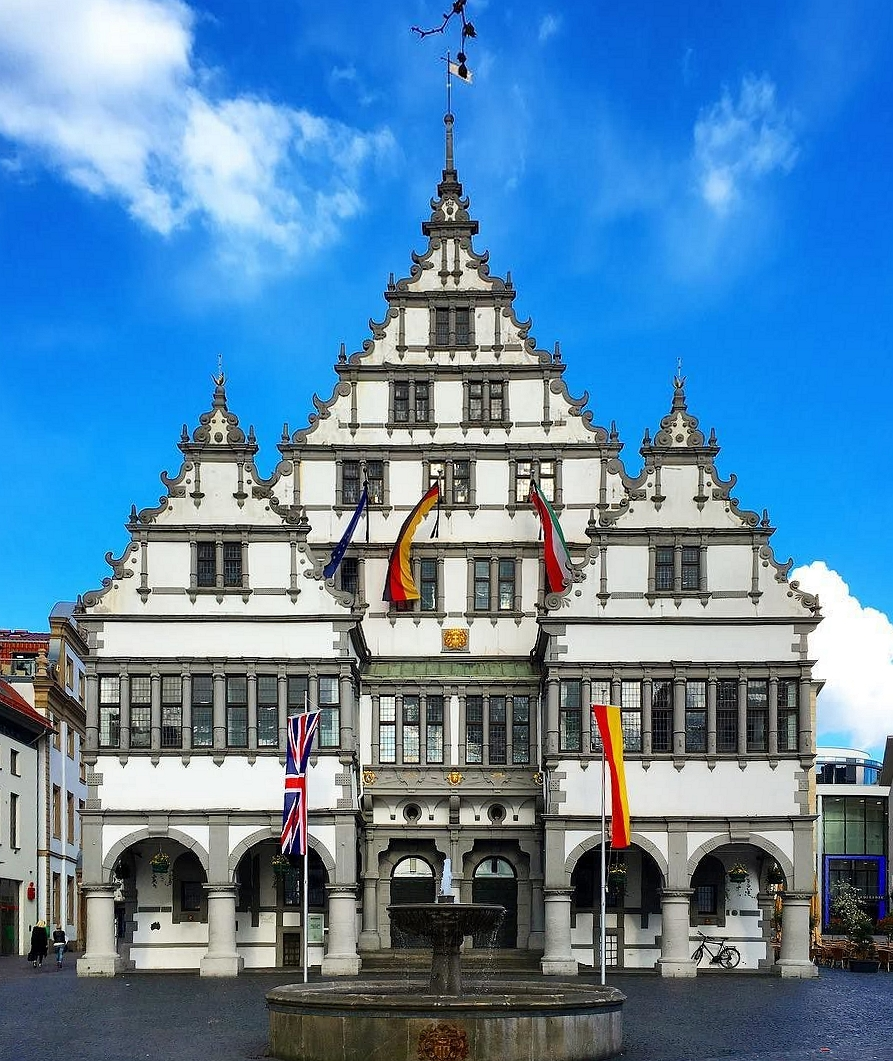
Das Paderborner Rathaus

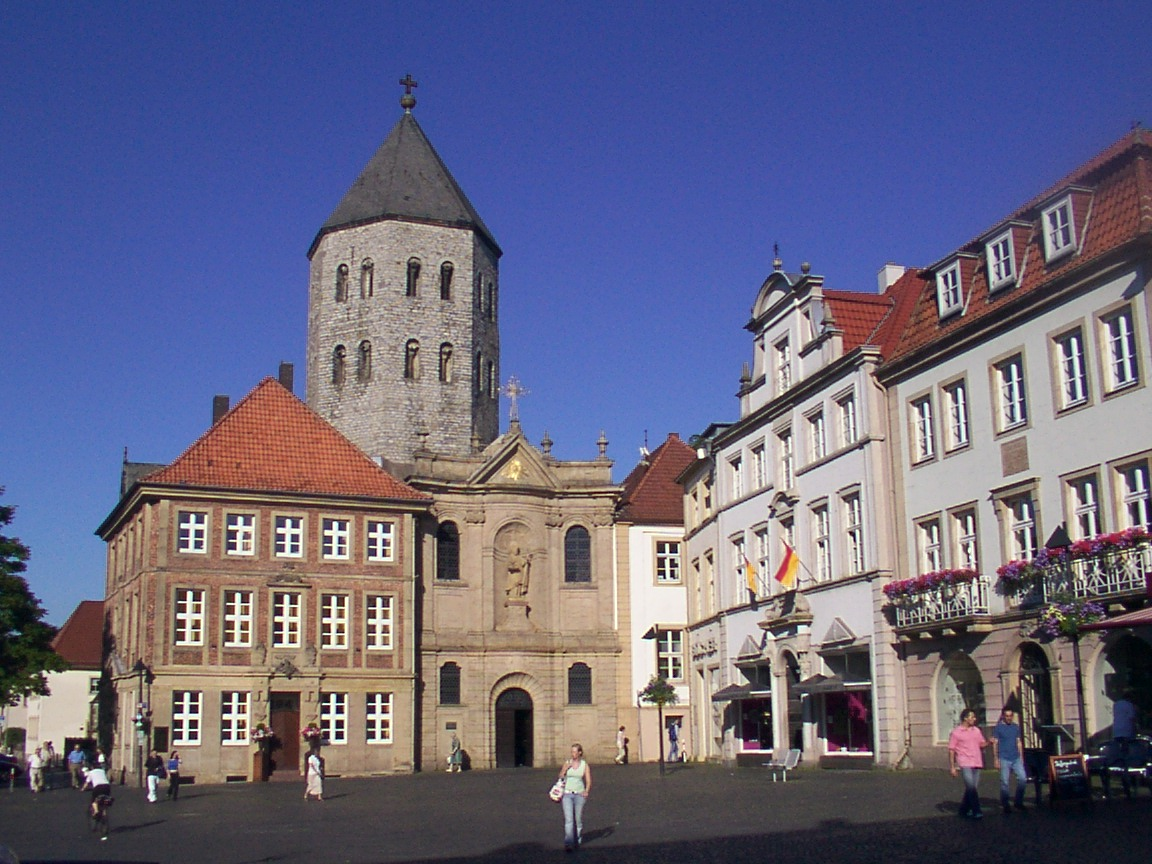
Paderborn Markt mit Gaukirche

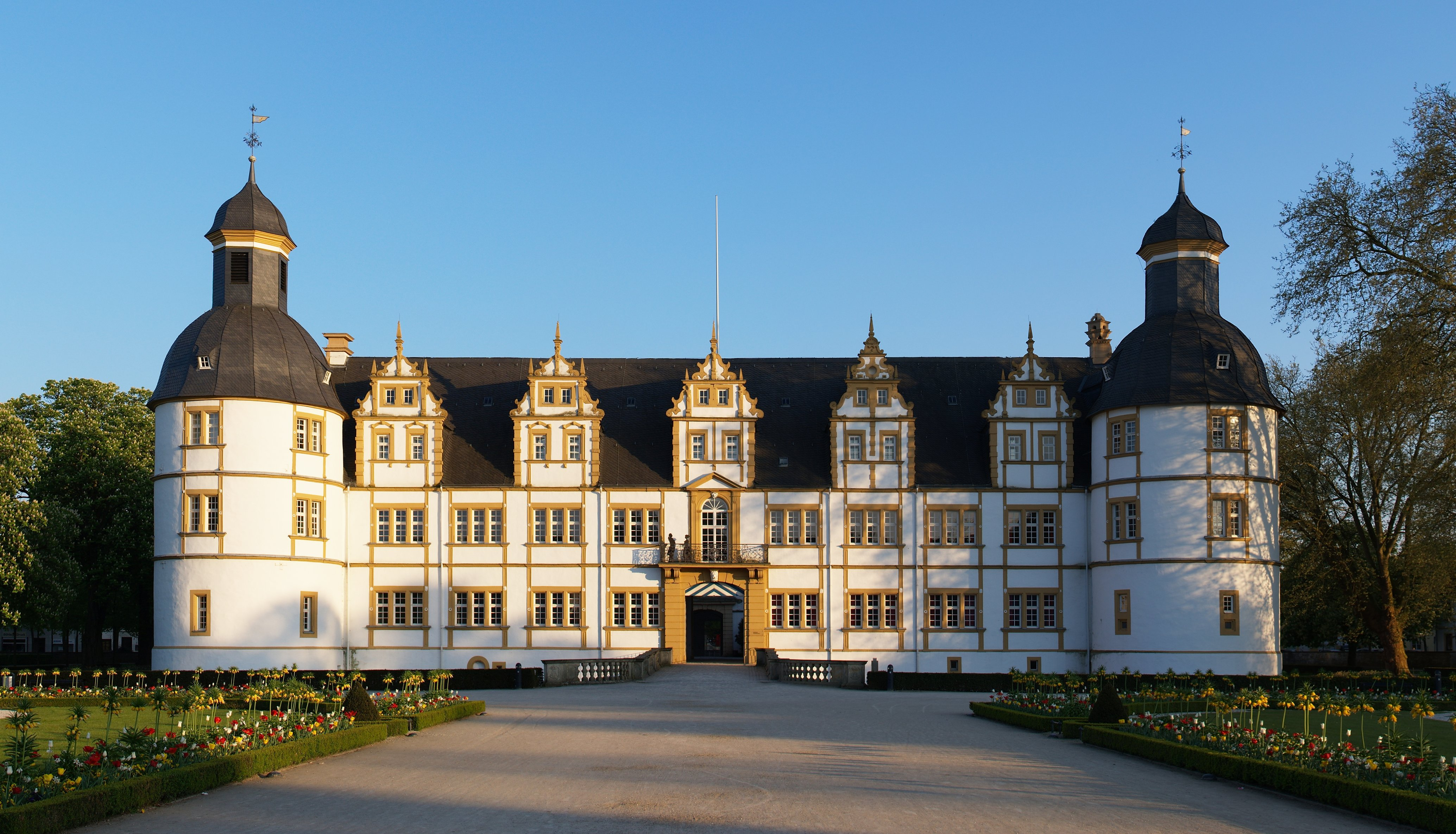
Das im Weserrenaissance-Stil erbaute Schloss Neuhaus

Die Stadt Paderborn ([paːdɐˈbɔɐ̯n] ⓘ) ist mit ca. 156.000 Einwohnern (Stand 2024) eine Großstadt im östlichen Teil des Landes Nordrhein-Westfalen. Sie liegt im gleichnamigen Kreis und ist dessen Kreisstadt, ist Universitätsstadt, Oberzentrum und Mittelpunkt der Region Hochstift Paderborn. Der Name weist auf die Quellen der Pader im heutigen Stadtzentrum hin.
Erstmals wurde Paderborn in einer Urkunde im Jahr 777 erwähnt, als unter Karl dem Großen in Paderborn ein Reichstag und eine Missionssynode stattfanden. In Paderborn wurde 1614 die erste westfälische Universität gegründet, die später zur selbständigen Theologischen Fakultät umgewandelt wurde. Eine neue Universität wurde 1972 gegründet; bereits 1971 entstand die Katholische Hochschule Nordrhein-Westfalen. Seit dem neunten Jahrhundert ist die Stadt Sitz eines Bistums; dieses wurde 1930 zum Erzbistum erhoben.
Ihre heutigen Grenzen erhielt die Stadt durch die Eingliederung umliegender Gemeinden im Zuge der Gebietsreform in Nordrhein-Westfalen von 1974, wodurch Paderborn zur Großstadt wurde.
Im Jahr 2024 stand Paderborn auf Platz 52 der größten Städte Deutschlands.

## Geographie

### Geographische Lage
- Karte mit allen Koordinaten:
- OSM |
- WikiMap

Paderborn liegt im Osten von Nordrhein-Westfalen im westlichen Teil von Ostwestfalen. Die Großstadt liegt im südöstlichen Winkel der Westfälischen Tieflandsbucht. Hier steigt die flache Landschaft nach Süden und Osten zur Paderborner Hochfläche an. Östlich der Stadt erhebt sich das Eggegebirge als Teil des Naturparks Teutoburger Wald/Eggegebirge. Die Stadt entstand im Quellgebiet der Pader, wo einige Teiche aus etwa 200 Karstquellen gespeist werden, die Anziehungspunkt für frühe Siedler und verehrungswürdig als Wunder oder Heiligtum gewesen sein dürften, wovon heute noch der unmittelbar benachbarte Dom zeugt. Die Pader ist mit 4 km Länge kürzester Fluss Deutschlands. Sie mündet im Paderborner Stadtteil Schloß Neuhaus in die Lippe, die dort auch die Alme aufnimmt. Viele stehende Gewässer bereichern Paderborner Ausflugsgebiete, so sind zahlreiche Seen im Stadtgebiet zu finden. Der höchste Punkt im Stadtgebiet befindet sich im Stadtteil Neuenbeken bei 347 m ü. NN (⊙), der niedrigste in Sande bei 94 m ü. NN (⊙). Die Stadt wird durch den seit dem Mittelalter bekannten Westfälischen Hellweg erschlossen, der von Duisburg über Paderborn zur Weserüberquerung bei Corvey und von dort weiter nach Osten führt, heute ist es die B 1.

### Kernstadtgliederung
Zu Paderborn gehören die acht Ortsteile rund um Paderborn und die Paderborner Kernstadt als das Stadtzentrum. Die Kernstadt selbst gliedert sich in die nachfolgenden acht Stadtbezirke:
- Innenstadt/Mitte
- Barkhausen
- Fischteiche
- Lichtenfelde/Lieth/Kaukenberg
- Mönkeloh
- Riemekeviertel
- Stadtheide
- Südstadt

### Stadtgliederung
Nach der Hauptsatzung der Stadt wurden in der Stadt Paderborn sieben Stadtteile gebildet. Zusammen mit der Kernstadt ergeben sich somit acht Verwaltungseinheiten. Diese entsprechen gebietsidentisch den Stadtteilen, nur die zu einem Bezirksstadtteil zusammengefassten Stadtteile Schloß Neuhaus und Sande bilden einen gemeinsamen Bezirksstadtteil.
In den beiden einwohnerstärksten Stadtbezirken Schloß Neuhaus/Sande und Elsen werden vom Rat der Stadt nach jeder Kommunalwahl Bezirksausschüsse eingerichtet. Für die übrigen einwohnerschwächeren Bezirke wählt der Rat der Stadt jeweils einen Ortsvorsteher.
Ferner gibt es in den Stadtbezirken Schloß Neuhaus/Sande und Elsen jeweils eine Bezirksverwaltungsstelle. Die Bezirksausschüsse und die Ortsvorsteher sollen die Belange des Stadtteiles gegenüber dem Rat wahrnehmen und können auch bestimmte Aufgaben der laufenden Verwaltung übertragen bekommen. Kein Bezirk im Sinne der Hauptsatzung ist die „Kernstadt“ Paderborns, die das nicht zu den Bezirken gehörende Gebiet umfasst; sie entspricht der Stadt in den Grenzen vor 1969. Marienloh und Wewer waren vor 1969 eigenständige Gemeinden; die restlichen Stadtteile waren bis 1974 selbständige Gemeinden. Paderborn ist damit durch die Gebietsreform von 1975 auf seine heutige Größe gewachsen.
| \| Stadtteil \| Fläche (km²) \| Einwohner[3] \| Bevölkerungsdichte (Einwohner je km²) \| Eingemeindung \| \| -------------- \| ------------ \| ------------ \| ------------------------------------- \| --------------- \| \| Kernstadt \| 45,93 \| 89.485 \| 1.948 \| – \| \| Schloß Neuhaus \| 24,04 \| 27.511 \| 1.144 \| 1. Januar 1975 \| \| Elsen \| 20,19 \| 16.259 \| 805 \| 1. Januar 1975 \| \| Wewer \| 16,88 \| 07.147 \| 423 \| 00r1. Juli 1969 \| \| Sande \| 23,39 \| 05.751 \| 246 \| 1. Januar 1975 \| \| Marienloh \| 07,37 \| 03.270 \| 444 \| 1. Januar 1969 \| \| Dahl \| 17,14 \| 02.853 \| 166 \| 1. Januar 1975 \| \| Benhausen \| 09,80 \| 02.450 \| 250 \| 1. Januar 1975 \| \| Neuenbeken \| 14,85 \| 02.366 \| 152 \| 1. Januar 1975 \| \| Paderborn \| 179,590 \| 157.0920 \| 875 \| \| |              |           |                                       |                 |
| Stadtteil | Fläche (km²) | Einwohner | Bevölkerungsdichte (Einwohner je km²) | Eingemeindung   |
| Kernstadt | 45,93        | 89.485    | 1.948                                 | –               |
| Schloß Neuhaus | 24,04        | 27.511    | 1.144                                 | 1. Januar 1975  |
| Elsen | 20,19        | 16.259    | 805                                   | 1. Januar 1975  |
| Wewer | 16,88        | 07.147    | 423                                   | 00r1. Juli 1969 |
| Sande | 23,39        | 05.751    | 246                                   | 1. Januar 1975  |
| Marienloh | 07,37        | 03.270    | 444                                   | 1. Januar 1969  |
| Dahl | 17,14        | 02.853    | 166                                   | 1. Januar 1975  |
| Benhausen | 09,80        | 02.450    | 250                                   | 1. Januar 1975  |
| Neuenbeken | 14,85        | 02.366    | 152                                   | 1. Januar 1975  |
| Paderborn | 179,590      | 157.0920  | 875                                   |                 |

Stand 3. April 2023 (ohne 2. Wohnsitz)
Am 30. April 2017 wohnten in Paderborn 150.338 Personen mit Erstwohnsitz. Zu diesem Zeitpunkt lag der Mietpreis durchschnittlich bei 6,45 Euro je Quadratmeter, im Januar 2020 wurde ein durchschnittlicher Mietpreis von 8,34 € pro m² gemessen.

### Ausdehnung und Nutzung des Stadtgebiets
Paderborn bedeckt eine Fläche von 179,59 km². Den größten Flächenanteil nehmen Wald- und Landwirtschaftsfläche mit zusammen etwa 62,1 % ein, Siedlungs- und Verkehrsfläche bedecken weitere rund 30 %.
Die größte Ausdehnung in Nordsüdrichtung ist etwa 16,4 km, in Ost-West-Richtung etwa 17,7 km.
| Fläche nach Nutzungsart            | Fläche in km² | Anteil an Gesamtfläche |
| ---------------------------------- | ------------- | ---------------------- |
| Landwirtschaftsfläche              | 82,89         | 46,21 %                |
| Waldfläche                         | 28,53         | 15,90 %                |
| Gebäude-, Frei- und Betriebsfläche | 36,52         | 20,36 %                |
| Verkehrsfläche                     | 17,24         | 09,61 %                |
| Wasserfläche                       | 04,86         | 02,71 %                |
| Sport- und Grünfläche              | 06,93         | 03,86 %                |
| sonstige Nutzung                   | 02,43         | 01,35 %                |

### Nachbargemeinden
Folgende Städte und Gemeinden grenzen an Paderborn (im Uhrzeigersinn beginnend im Norden): Hövelhof, Bad Lippspringe, Altenbeken, Lichtenau, Borchen, Salzkotten und Delbrück (alle Kreis Paderborn). Die nächstgelegenen Großstädte sind im Nordwesten Bielefeld, Gütersloh und Münster, im Osten Göttingen, im Südosten Kassel und im Westen Hamm.

### Geologie
Der Untergrund des Gemeindegebiets besteht vorrangig aus Mergelkalkstein der Oberkreide. Er ist tektonisch wenig gestört, schwach nach Westen zum Inneren der Münsterländer Bucht geneigt und wird dort von jüngerem Tonmergelstein des Emscher-Mergels überdeckt. Die Gesteine liegen über einem Sockel aus gefalteten Gesteinen aus Devon und Karbon. Das Flachland westlich von Paderborn wird von meist sandigem Lockergestein des Quartärs über Kreide bedeckt. Es besteht aus eiszeitlichen Ablagerungen wie Grundmoräne und Schmelzwassersanden sowie den Flusssedimenten der Flüsse Lippe, Alme und Pader.
Das oberste Grundwasserstockwerk im Stadtgebiet wird gebildet aus Sanden der Senne und Flusssanden und -kiesen der Lippe, Pader und Alme. Örtlich wird dieses Grundwasser für Einzelversorgungen genutzt. Die unter den Sanden liegenden Festgesteine des Erdmittelalters sind gut durchlässige, aber verschmutzungsgefährdete Karstgrundwasserleiter. Im Norden des Stadtgebiets sind sie von Emscher-Mergel überlagert, der nur gering durchlässig ist. Unterhalb dieses Mergels wird das Karstgrundwasser gestaut, das aus Süden heranfließt. Es tritt in einer Vielzahl von Quellen auf einer Linie zwischen dem innerstädtischen Riemeke-Viertel und Marienloh an die Oberfläche; die hier entspringende Pader beispielsweise tritt in mehr als 200 Einzelquellen aus. Dieses Karstgrundwasser hat Trinkwasserqualität und wird in Verbindung mit dem Porengrundwasser aus der Boker Heide und dem Wasserwerk Diebesweg zur Versorgung der Kernstadt und der östlichen Stadtteile genutzt. Die südlichen Stadtteile werden aus der Aabach-Talsperre mit Trinkwasser versorgt und Benhausen und Neuenbeken erhalten das Trinkwasser über das Wasserwerk Altenbeken-Hossengrund aus Gesteinen der Unterkreide und des Unteren Muschelkalks.
Paderborn verfügt über eine bedeutende Zementindustrie, die Mergelkalksteine der Oberkreide abbaut. Sand und in geringerem Umfang Kies des Quartärs wird als Schüttgut, Bausand und zur Kalksandsteinherstellung genutzt. Als Ziegelrohstoff findet ebenfalls aus dem Quartär stammender Ton und Schluff des Quartärs Verwendung.
Die Paderborner Hochfläche macht den östlichen Teil des Stadtgebiets aus. Dort sind die Mergelkalksteine der Oberkreide an der Oberfläche zu einer rund 50 cm mächtigen, nährstoffreichen Braunerde aus tonigem Lehm verwittert. Örtliche Ablagerungen von Löss des Eiszeitalters sind infolge von Rodungen im Mittelalter erodiert und bilden in Trockentälern Kolluvien. Im Westen des Stadtgebiets herrschen saure, nährstoffarme Podsole vor, die im Unterboden zum Teil mit Ortstein durchsetzt sind. In den Rinnen, Tälern und Niederungen sind die Ablagerungen der Fließgewässer bis dicht an die Bodenoberfläche mit Grundwasser gefüllt. Die dabei entstandenen Gleye werden als Grünland genutzt. Die breiten Talauen von Alme und Lippe sind vorrangig von Auenböden bedeckt.

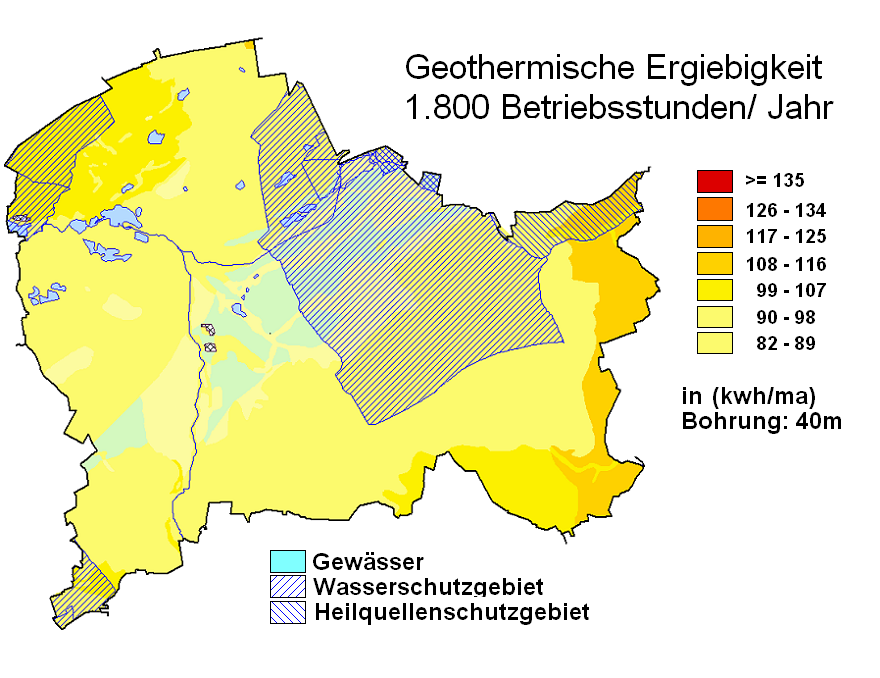
Geothermische Ergiebigkeit des Stadtgebiets

Die Eignung von Paderborn für die Nutzung von geothermischen Wärmequellen mittels Erdwärmesonde und für die Wärmegewinnung durch Wärmepumpenheizungen ist örtlich sehr unterschiedlich ausgeprägt. Weite Teile des Stadtgebiets eignen sich mittelmäßig für die Nutzung, einzelne Standorte auf einer Linie von Schloß Neuhaus/Marienloh nach Elsen/Wewer eignen sich nicht. Mit dem beginnenden Anstieg Richtung Eggegebirge im östlichen Stadtgebiet verbessert sich die Nutzbarkeit (vgl. dazu die nebenstehende Karte).

### Klima

Das Klima in Paderborn wird durch die Lage der Stadt im ozeanisch-kontinentalen Übergangsbereich Mitteleuropas im Allgemeinen und die Lage im Rückstau des östlich gelegenen Riegels Teutoburger Wald im Speziellen beschrieben. Das Gebiet liegt überwiegend im Bereich des subatlantischen Seeklimas mit teils temporären kontinentalen Einflüssen. Die Winter sind unter atlantischem Einfluss meist mild, der kontinentale Einfluss wird durch den Teutoburger Wald abgeschirmt. Die Sommer sind mäßig warm. Die Temperaturen betragen in den niedrig gelegenen Stadtteilen der in der Westfälischen Bucht liegenden Stadt im Durchschnitt bei 9 bis 10 °C, in den ansteigenden Gebieten zum Teutoburger Wald sind sie niedriger und liegen bei etwa 8 °C.
Die Niederschläge sind maßgeblich durch die Lage am Teutoburger Wald beeinflusst. Insgesamt ist Paderborn neben den Städten im Bergischen und Siegerland eine der niederschlagsreichsten Großstädte Nordrhein-Westfalens. Die Jahresniederschläge liegen in allen Monaten deutlich über dem Landesschnitt. Die Niederschlagsmengen schwanken jedoch je nach Lage jährlich meist zwischen etwa 750 und 1000 Millimeter. Da die vorherrschenden Winde meist aus Richtung Südwesten wehen und dabei feuchte Luft vom Atlantik mitbringen, kommt es an der Luvseite des Teutoburger Waldes, der die erste Barriere am Rand des Weserberglandes darstellt, zu ausgeprägtem Steigungsregen.

## Geschichte

### Vor- und Frühgeschichte
Einzelne Siedlungsfunde im Paderborner Land lassen sich ab Ende der Altsteinzeit und der zurückgehenden Vergletscherung mit Ausklingen der Eiszeiten nachweisen. Es gibt mehrere Fundstätten von mittelsteinzeitlichen Lagerplätzen, größeren Erdwerken und jungsteinzeitlichen Steinkistengräbern, außerdem bronzezeitliche Hügelgräber und feste Wohnplätze mindestens seit der vorrömischen Eisenzeit. In der Römerzeit gehörte Paderborn generell zum Siedlungsbereich der Westgermanen und damit über die Jahrhunderte zum Gebiet verschiedener Stämme. Zur Zeit des römischen Nachschublagers nahe Anreppen einige Kilometer westlich, das im Jahr 4 n. Chr. im Rahmen der Augusteischen Germanenkriege angelegt wurde und nur ein bis zwei Jahre bestand, waren dies die Brukterer. Aufgrund logistischer Überlegungen zu Marschweiten, Wasserversorgung und Verbindungen zu Pässen gilt als unwahrscheinlich, dass dieses Lager das östlichste Römerlager entlang der Lippe war. Es wird eher angenommen, dass sich ein oder mehrere weitere, noch unentdeckte Lager nahe den Quellen der Lippe oder der Pader im Raum Paderborn befunden haben.
Am 23. Juni 2023 gab der Landschaftsverband Westfalen-Lippe bekannt, dass bei Ausgrabungen am St. Johannisstift durch Funde von Amphorenfragmenten und von römischen Feldbacköfen, wie sie bisher nur in römischen Marschlagern gefunden wurden, ein sicherer Hinweis für ein römisches Marschlager unter dem Riemekeviertel gefunden worden sei. Holzkohlestücke aus den Feldbacköfen wurden mit der Radiokarbonmethode auf die Zeit um Christi Geburt datiert.
Die große mittelalterliche Handwerkersiedlung Balhorn entlang der Alme im Westen der Stadt (Balhorner Feld, heute zwischen dem Stadtzentrum und dem Stadtteil Wewer), am Schnittpunkt von Hellweg und Frankfurter Weg (via regia), existierte bis zu ihrem Niedergang wahrscheinlich mindestens seit der Zeit um Christi Geburt. Zur Zeit der Völkerwanderung zwischen etwa 300 und 600 kam es bis auf wenige Ausnahmen zum Abbruch der Siedlungskontinuität und zum Wüstfallen einzelner germanischer Siedlungen im Raum Paderborn.

### Frühmittelalter
Im 7. Jahrhundert etablierten sich die von Norden eindringenden Sachsenstämme, im Großraum Paderborn die Engern (westlich davon die Westfalen, östlich die Ostfalen). 772 begannen die auf der Reichsversammlung von Worms beschlossenen fränkischen Sachsenkriege. In der Folge fiel Karl der Große in das Gebiet der Engern von Süden her über die via regia ein. 776 hielt sich Karl der Große nach (bei Zeitgenossen umstrittener) gewaltsamer Unterwerfung der heidnischen Sachsenstämme in Paderborn auf. Es kam zur Begründung der Karlsburg und nach deren Zerstörung zur Pfalz Paderborn an den Paderquellen zur Christianisierung der Sachsen. 777 fand der erste Reichstag und eine Missionssynode unter Karl dem Großen in Paderborn statt. Gleichzeitig war dies die erste offizielle Namensnennung der Siedlung an den Paderquellen (patris brunna). Weitere Reichsversammlungen Karls in Paderborn fanden unter anderem in den Jahren 780, 782, 783, 785, 799 statt.
Nach langen Kämpfen, mehreren Aufständen der Sachsen und mit der entscheidenden Schlacht auf dem Sintfeld südlich von Paderborn gehörte die Stadt ab 794 zum Frankenreich. 799 traf sich Papst Leo III., der vor einem Aufstand aus Rom flüchten musste, mit Karl dem Großen auf der Pfalz Paderborn, um dessen Hilfe zu erbitten. Gegenleistung war die Zusage zur Krönung Karls zum Kaiser, die am 25. Dezember 800 in der Basilika St. Peter in Rom erfolgte. Außerdem wurde das Bistum Paderborn gegründet, aus dem das heutige Erzbistum Paderborn hervorging. Der Baubeginn der ersten Vorgängerkirche des heutigen Paderborner Doms fällt ebenfalls in das Jahr 799. Der erste Bischof von Paderborn war 806 der ursprünglich als Geisel unter Franken aufgewachsene Sachse Hathumar. Er ließ den Dom vergrößern und erstmals eine gemauerte Befestigung um die Siedlung in Domnähe, die Domfreiheit, anlegen.
Eine Reichsversammlung in Paderborn 815 unter Kaiser Ludwig dem Frommen beschloss die Gründung erstens des Klosters Neu-Corbie, dem späteren Corvey und zweitens des neuen Bistum Hildesheim mit Einsetzung des aus Reims stammenden Kanonikers Gunthar als erstem Bischof von Hildesheim; er erhielt ein Schutz- und Immunitätsdiplom Ludwigs des Frommen. 822 verlieh Ludwig der Fromme dem Bistum Paderborn unter Bischof Badurad das Münzrecht. Zur Festigung des neuen christlichen Glaubens unter den konvertierten Sachsen wurden die Reliquien des heiligen Liborius 836 von Le Mans nach Paderborn überführt. Damit begann die älteste Städtepartnerschaft in Europa.
Nach der Aufteilung des Fränkischen Reiches im Vertrag von Verdun gehörte Paderborn ab 843 zum ostfränkischen Reich unter Ludwig dem Deutschen und war in diesem späteren Alten Reich Hauptstadt des gleichnamigen Hochstiftes.
Die im Reich marodierenden Ungarn konnten Paderborn auch bei ihrem dritten Feldzug 924 nicht einnehmen, was der Standhaftigkeit der inoffiziellen Bürgerwehr zu verdanken war. Nach dem von König Heinrich I. erlassenen Gesetz zur Wehrverfassung der Städte entstand eine offizielle Bürgerwehr zur Stadtverteidigung, was durch den dafür zu leistenden Bürgereid die Existenz eines offiziellen Stadtrechts voraussetzte. Es wird spekuliert, dass Paderborns gute Befestigung und seine inoffizielle Bürgerwehr dem König als Vorbild für das Gesetz dienten. Die offizielle Bürgerwehr bestand bis zu ihrem Verbot im Jahr 1806.

### Hochmittelalter
Im Jahre 1000 wütete in der Stadt ein Großbrand, dem auch die Pfalz und der frühe Dom zum Opfer fielen. 1002 fand in Paderborn die Königskrönung von Kunigunde (Gemahlin von Heinrich II.) statt. Ein neuer Dom entstand 1009–1015, begonnen von Meinwerk (Bischof bis 1036), von dem die beiden heutigen kleinen Rundtürme stammen. Er gründete außerdem das Benediktinerkloster Abdinghof (1019) und das Stift Busdorf, ließ Bischofspalast und Bartholomäuskapelle erbauen und erneuerte die Befestigungen von Hathumars karolingischer Burgstadt und Bürgerstadt.
Die Kirchengründungen Bischof Meinwerks bildeten den Bestandteil eines geplanten Kirchenkreuzes aus vier Klöstern, von denen nur die beiden die Ost-West-Achse bildenden verwirklicht wurden. Für das von ihm gegründete Abdinghofkloster im Westen der Stadt berief er Mönche aus Cluny, und für die Busdorfkirche im Osten schickte Bischof Meinwerk 1033 nach Jerusalem, um die Maße der dortigen Grabeskirche als Grundlage zu gewinnen. Die nördlich des Domes gelegene Bartholomäuskapelle ließ er überhaupt von byzantinischen Bauleuten aus Konstantinopel errichten. Die geplante Gründung eines weiteren Klosters im Süden der Stadt unterblieb, seine Funktion als Darstellung von Rom wurde schließlich von der Abdinghofkirche übernommen, deren westliches Querschiff more Romano den Petersdom symbolisierte. Die verschiedenen Kirchenbauten bildeten damit eine Sakraltopographie, deren Zentrum der Domneubau Meinwerks war.
Nach dem Tod Willigis, Kurfürst und Erzbischof von Mainz sowie Erzkanzler des Kaiserreiches, wurde Paderborn 1011 aus der weltlichen Abhängigkeit von Mainz entlassen und zum reichsunmittelbaren Bistum erhoben. Die erstmalige urkundliche Nennung von Paderborn als Stadt stammt von 1028.
Von 1051 bis 1076 ließ Bischof Imad den Dom mit dem heutigen großen Westturm (von 1068) weiter bauen und erweiterte zwischen 1060 und 1071 die Busdorfkirche. 1058 fiel einer zweiten großen Feuersbrunst fast die ganze Stadt zum Opfer. Bereits 1133 gab es einen weiteren großen Stadtbrand. Die äußere Stadtbefestigung existierte nachweislich 1146 in der Ausdehnung des heute noch sichtbaren Kernrings (Beschreibung in einer Papstbulle an Bischof Bernhard I.). Nach einem weiteren großen Brand 1165 im Westen der Stadt entstanden Marktkirche und Abdinghof neu.
Aus dem Jahr 1222 datiert die älteste erhaltene Urkunde mit einem Stadtsiegel. Im gleichen Jahr revoltierten die Bürger gegen die Bischofsherrschaft. König Heinrich VII. schränkte 1225 die Macht des bischöflichen Grafen stark ein und gewährte der Bürgerschaft Privilegien. 1241 wurde der Stadtname „Paderborn“ endgültig festgelegt. Kaiser Friedrich II. verlieh 1247 Bischof Simon I. zur Lippe (bis 1277) als Erstem den Titel „Fürstbischof“.

### Spätmittelalter
1254 trat Paderborn dem Rheinischen Städtebund bei. Ein Jahr später verlegte der Bischof seinen Sitz zeitweise nach Neuhaus. Die erste Erwähnung eines Rathauses findet sich im Jahr 1279. Gegen eine jährliche Abgabe von drei Mark, die durch das „rathus sive pretorium“ zu entrichten ist, überlassen Otto von Rietberg, Bischof von Paderborn, und das Domkapitel der Stadt die Gerichtsbarkeit über Brot und Bier. 1289 wütete in der ganzen Stadt eine große Feuersbrunst. 1295 ist Paderborn als Mitglied der Hanse urkundlich genannt. Hier kreuzten sich die wichtigen Handelswege Nord/Süd (die Via Regia Bremen–Frankfurt) und West/Ost (der Hellweg Aachen–Königsberg).
Bischof Bernhard V. bekräftigte 1327 das Recht auf freie Ratswahl. 1340 gab es erneut einen großen Stadtbrand. Während der Regentschaft (1341–1361) von Fürstbischof Balduin von Steinfurt dezimierte die grassierende Pest die Stadtbevölkerung. 1370 verlegte der Fürstbischof seine Residenz endgültig nach Schloß Neuhaus. Das Kurfürstentum und Erzbistum Köln, das jahrzehntelang versucht hatte, sich das Bistum Paderborn gewaltsam einzuverleiben, schloss 1449 Frieden mit Paderborn, ebenso der Landgraf von Hessen, was 33 Jahre währte. Nach einem Feldzug gegen Graf Otto von Waldeck nach dessen Raubzügen im Bistum (Plünderung von Lichtenau) 1474 kam es ein Jahr später auch zum Friedensschluss mit Waldeck.

### Frühe Neuzeit
Der große Stadtbrand im Jahre 1506 hatte den Mangel an Löschmöglichkeiten offenbart, was den Bau einer künstlichen Wasserversorgung bewirkte (die „Wasserkunst“ an der Dielenpader). Mit der Fertigstellung von Pumpstation und Leitungen im Jahr 1523 erhielt Paderborn sein erstes eigenes Leitungsnetz. 1571 hatte Paderborn etwa 5.400 Einwohner.
Im Zeitalter der Konfessionalisierung wurde die Paderborner Stadtbevölkerung mehrheitlich evangelisch, meist gegen den Willen des bischöflichen Landesherren. Nach einem Aufruhr in der Domfreiheit (1528) kam es zu Fraktionierungen und mitunter bürgerkriegsähnlichen Revolten unter der Bevölkerung, die bis 1604 anhielten. Der neue Glauben fand 1555 auf Druck des Volkes hin erste gesetzliche Anerkennung. Mit Heinrich IV. bekannte sich kurzzeitig selbst der Fürstbischof zur neuen Konfession. Er ritt 1578 mit seiner Ehefrau in Paderborn ein. Mit seinem Tod 1585 setzte die „Gegenreformation“ ein, wofür das Domkapitel die Jesuiten nach Paderborn holte. Im „Kampf um Paderborn“ kam es 1604 zur Hinrichtung des protestantischen Bürgermeisters Liborius Wichert (alternativ Wickard oder Wichard), und die Stadt verlor ihre Selbständigkeit an den katholischen Fürstbischof. 1612 ist das Gründungsjahr des Theodorianums. Von 1613 bis 1618 entstand das heutige Rathaus im Stil der Weserrenaissance. 1614 gründeten die Jesuiten eine Universität, die bis zu ihrer Auflösung 1818 die älteste Universität Westfalens war. 1618 gab es in Paderborn nachweislich 300 brauende Bürger. Christian von Braunschweig raubte 1622 den Liborischrein und schmolz ihn ein (s. Pfaffenfeindtaler), nachdem dessen protestantische Truppen durch Verrat problemlos in die Stadt eindringen konnten. Fünf Jahre später (1627) wurden die Liborireliquien aber zurückgegeben. 1630 schrieb Friedrich Spee im Paderborner Jesuitenkolleg die Cautio Criminalis gegen den Hexenwahn.
Die Stadt erlebte im Dreißigjährigen Krieg insgesamt 16 Belagerungen und wurde durch Beschuss, Einnahmen und Plünderung mehrfach schwerstens in Mitleidenschaft gezogen. Unter Feldmarschall Carl Gustav Wrangel kam es 1646 zur Schleifung durch Hessische und Schwedische Truppen. Mit dem Entsatz von Paderborn am 17. Oktober 1648 durch den Feldherren Guillaume de Lamboy, der danach nach Höxter an der Weser weiterzog, wo ihn die Nachricht vom Westfälischen Frieden erreichte, verblieb Paderborn römisch-katholisch geprägt.
Die Reparatur der Kriegsschäden an der Stadtbefestigung wurde 1651 abgeschlossen. 1652 wurde in der Schänke am Eckkamp Nr. 66 (einer an dieser Stelle angebrachten Gedenktafel zufolge) erstmals das Kartenspiel Sechsundsechzig gespielt, es ist daher auch unter dem Namen Paderbörnern bekannt.
1658 gründeten die Augustiner-Chorfrauen das Michaelskloster mit dem Gymnasium St. Michael Paderborn die älteste Mädchenschule in NRW. Von 1661 bis 1683 herrschte Bischof Ferdinand von Fürstenberg. 1661 begann der Bau der Franziskanerkirche, 1686 folgte die Michaelskirche.
Clemens August von Bayern regierte von 1719 bis 1761 als Fürstbischof. Im Siebenjährigen Krieg stellte er sich gegen Preußen. Der Krieg wurde für seine Besitzungen zu einer schweren Belastungsprobe, sodass sogar die Existenz des Hochstifts Paderborn auf dem Spiel stand. Fürstbischof Wilhelm Anton von der Asseburg veranlasste 1769 die Gründung der Brandversicherungsgesellschaft in Paderborn. 1770 eröffnete er das erste Waisenhaus in Paderborn. Ab 1772 ließ er das Paderbornische Intelligenzblatt auflegen. Nach der Aufhebung des Jesuitenordens 1773 reorganisierte er die Paderborner Universität, übernahm Gymnasium und Universität in seine unmittelbare Aufsicht und errichtete ein Jahr später zusätzliche Lehrstühle für Recht und französische Sprache. 1777 gründete er zur besseren Betreuung des künftigen Klerus das erste Paderborner Priesterseminar. Das 18. Jahrhundert war darüber hinaus durch die Bautätigkeit des Barockbaumeisters Franz Christoph Nagel geprägt.

### Moderne
In den Jahren 1802/1803 fiel das Hochstift infolge der Säkularisation als Fürstentum Paderborn an Preußen, und der Fürstbischof verlor sein weltliches Amt als Fürst. Die napoleonischen Truppen nahmen 1806 kampflos die Stadt ein und verboten die Bürgerwehr. Diese bestand als inoffizielle Garde bis 1830 weiter, verlor jedoch mehr und mehr an Zuständigkeit. Von 1807 bis 1813 gehörte Paderborn zum napoleonischen Königreich Westphalen. 1809 begann die Jahrzehnte dauernde Abtragung der Schanzenanlagen vor den Stadttoren. 1804/1805 isolierte Friedrich Sertürner, ein Apotheker aus Neuhaus, in einem Haus am Marktplatz erstmals Morphin aus Opium.
Paderborn kam infolge des Wiener Kongresses (1815) endgültig zu Preußen und wurde 1816 Sitz eines Kreises und 1815 mit dem Einzug des Füsilier-Bataillons des 2. Westfälischen Infanterie-Regiments Nr. 15 wieder Garnisonsstadt. Darüber hinaus waren von 1851 bis 1914 das 1. Westfälische Husaren-Regiment Nr. 8 und von 1897 bis 1914 das 7. Lothringische Infanterie-Regiment Nr. 158 in Paderborn stationiert.
1818 löste die preußische Regierung die Universität Paderborn auf. Nachdem 1825 bereits eine Berufspolizei in Paderborn eingeführt worden war, wurde 1831 die Bürgerwehr als Bürger-Schützenverein neu gegründet, der noch heute besteht. 1836 erhielt Paderborn die preußische revidierte Städteordnung.
Zu den ältesten Strecken in der Geschichte der Eisenbahn in Deutschland gehört die 1850 von der Königlich-Westfälischen Eisenbahn-Gesellschaft eröffnete Verbindung Paderborn-Hamm, erstes Teilstück der Bahnstrecke Hamm–Warburg. 1853 folgte die mit dem Altenbekener Viadukt über das Eggegebirge führende Strecke Paderborn-Warburg, wo Anschluss an die von der Friedrich-Wilhelms-Nordbahn-Gesellschaft (FWNB) errichtete Bahnstrecke nach Kassel bestand.
1854 entstand eine Gaserzeugungsanstalt, die ab 1855 unter anderem eine gasbetriebene Straßenbeleuchtung ermöglichte.
Die evangelische Gemeinde erhielt 1863 die Abdinghofkirche. Ein Großfeuer, der sogenannte „Ükernbrand“, vernichtete 1875 den Stadtbereich Ükern und griff auch auf den Dom über. 1879 wurde der Weiler Dören (Gemeinde Benhausen) eingemeindet. Zwei Jahre später übertrug der preußische Staat die Stadtmauer kostenlos an die Stadt. Dieses Ende der staatlichen Erhaltungspflicht führte wegen des schlechten Erhaltungszustandes der Mauer zu deren forciertem Abbau; zudem behinderte sie die Stadtexpansion.
1890 entstand der erste Truppenübungsplatz bei Sennelager nördlich der Stadt. Von 1898 bis 1906 eröffneten verschiedene Eisenbahnen ihren Betrieb: von Paderborn in Richtung Büren (Almetal-Bahn) (1898), in Richtung Bielefeld (Senne-Bahn) (1902) und in Richtung Lippspringe (1906). 1909 war das Gründungsjahr der Paderborner Elektrizitäts- und Straßenbahn-Aktiengesellschaft (PESAG).
Als Auswirkung der Lateranverträge vom 11. Februar 1929 wurde das Bistum Paderborn 1930 durch das Preußenkonkordat zum Erzbistum erhoben. Seither ist die Stadt Sitz der Mitteldeutschen Kirchenprovinz (Erzbistum Paderborn).

### Paderborn im Nationalsozialismus

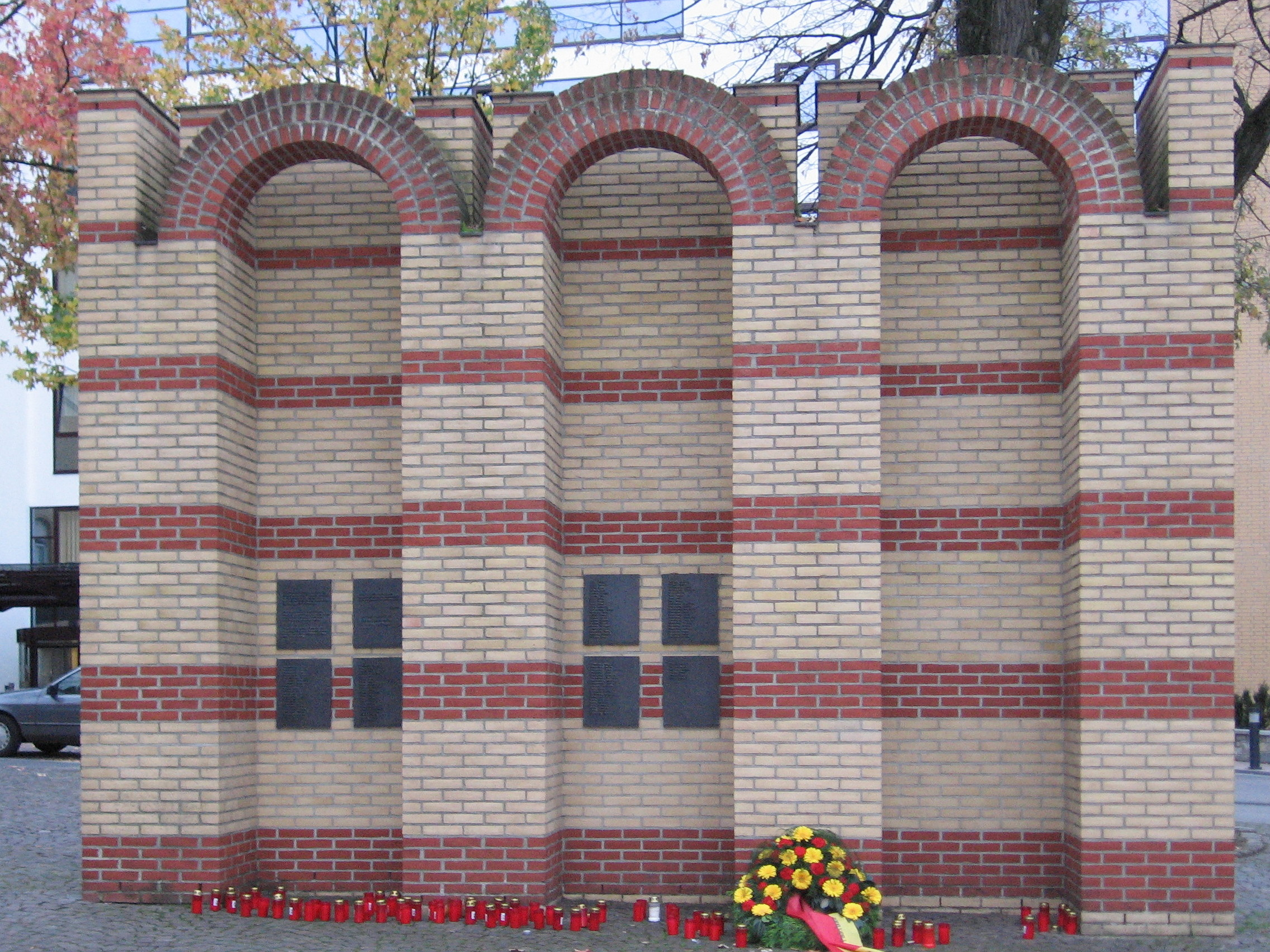
Mahnmal für die ermordeten Juden Paderborns

In der Zeit der Weimarer Republik war Paderborn eine Hochburg der katholischen Zentrumspartei, die fast immer eine absolute Mehrheit erreichte. 1929 entstand der erste NSDAP-Ortsverband in Paderborn, der zuerst noch sehr klein war, sich aber schon bald Straßenschlachten mit der KPD lieferte. Nach der Machtergreifung Adolf Hitlers am 30. Januar 1933 wurde Hitler schon bald zum Ehrenbürger ernannt, wie auch der damalige Reichspräsident Paul von Hindenburg. Bei der Reichstagswahl am 5. März 1933 erhielt die Zentrumspartei 62,94 % (27.963 von 44.429 abgegebenen Stimmen) und die NSDAP 23,73 %.
In der Nacht vom 28. zum 29. März 1933 zerstörten SA-Angehörige Schaufenster und Fenster jüdischer Geschäfte und Wohnungen und riefen am 1. April 1933 zum Boykott jüdischer Geschäfte auf. Im Frühherbst 1935 nahmen einige hundert NSDAP-Anhänger an einer „Demonstration gegen Judentum und politischen Katholizismus“ teil; Paderborner Gebäude wurden mit antisemitischen Parolen beklebt und einzelne jüdische Bürger gewaltsam angegriffen.
Während der Reichspogromnacht vom 9. auf den 10. November 1938, in der landesweit jüdische Geschäfte und Synagogen vandaliert und angezündet wurden, brannte am 10. November 1938 auch die Paderborner Synagoge.
Ursprünglich sollte diese in der Nacht in Brand gesteckt werden, allerdings wäre dabei das nahegelegene St. Vincenz-Krankenhaus, damals ein Fachwerkgebäude, gefährdet worden. Ein SS-Hauptsturmführer, Leiter des städtischen Fuhrparks, leitete die Aktion. Da sich die Feuerwehr mit Hinweis auf die Ruhebedürftigkeit der Patienten des Krankenhauses weigerte, den Einsatz nachts durchzuführen, wurde der Brand erst am folgenden Nachmittag durch Einbringen mehrerer Benzinfässer in das massive Steingebäude gestartet. Die Synagoge brannte erst, nachdem ein von den Nationalsozialisten bestellter Dachdecker die Synagoge angezündet hatte.
Auf dem Grundstück der ehemaligen Synagoge steht heute das Gebäude des Kolping-Bildungswerks Paderborn, daher befindet sich das heutige Mahnmal etwa 50 Meter westlich vom ehemaligen Standort der Synagoge. In Paderborn fanden viele Deportationen in das KZ Buchenwald statt: Über hundert Juden aus Paderborn kamen um, einige konnten hingegen ins Ausland flüchten. Ende 1938 musste die jüdische Gemeinde das Grundstück mit der Synagogenruine und die beiden jüdischen Friedhöfe zwangsweise an die Kommune übereignen. Nach Auflösung der jüdischen Vereine wurde das jüdische Waisenhaus mit der Synagoge zum religiösen Zentrum.
Als am 1. September 1939 der Zweite Weltkrieg begann, blieb das Paderborner Leben davon zunächst relativ unberührt (viele Männer wurden später zum Kriegsdienst eingezogen). Einige Bombenangriffe auf die Bahnhofsanlagen, Kasernen und das Flugfeld der Luftwaffe in Paderborn-Mönkeloh forderten relativ wenig Verletzte und Tote und richteten im Stadtbild vergleichsweise geringe Schäden an. Als die deutsche Flugabwehr nach und nach an Kraft verlor und die Bombardierung deutscher Städte durch die Alliierten (Area Bombing Directive) zunahm, stieg auch die Gefahr für Paderborn. 1944 wurden vermehrt Hitlerjungen und BDM-Mädchen als Flakhelfer eingesetzt. Viele Paderborner Bürger verfolgten aufmerksam die kodierten Luftlagemeldungen des „Luftwaffensenders Primadonna“, der sie bei Gefahr für „Konrad Siegfried 2“, dem Planquadrat für Paderborn, in die Luftschutzkeller schickte. Das Leben der Bevölkerung und die Produktivität in der Kriegswirtschaft wurde durch alltäglichen Luftalarm und Sirenengeheul eingeschränkt.
Am 17. Januar 1945 flogen B-17-Bomber der USAAF den ersten großen Luftangriff auf Paderborn. 153 Bomber des 397. Bombergeschwaders (397th Bombardment Group) der USAAF warfen 1.154 Tonnen Bomben auf den Verschiebebahnhof in Paderborn; 239 Menschen starben. Es gibt Indizien, dass dieser Angriff auf den Bahnhof zielte.
Tausende flohen aus Paderborn. Paderborn wurde auch am 22. März bombardiert, dabei starben 41 Menschen.
Am 27. März 1945 griffen 266 Lancaster-Bomber der Royal Air Force Paderborn an. Dies war der letzte und größte Luftangriff auf Paderborn.
Mindestens 344 der wenigen tausend Menschen, die noch in Paderborn geblieben waren, starben; am Ende waren über 85 Prozent der Innenstadt, in der viele hölzerne Fachwerkhäuser standen, zerstört.
Der Angriff machte Eisenbahnstrecken und die Reichsstraße 1 für Wochen unpassierbar; schon fünf Tage vor der vollständigen Einschließung des Ruhrkessels (bei Lippstadt) war dort der Nachschub abgeschnitten. Nach der Panzerschlacht bei Paderborn eroberte die 3. US-Panzerdivision am 1. April Paderborn.
Durch die Eroberung und der Kämpfe im Raum Paderborn kam es zur Schließung des Ruhrkessels.
Zu Beginn des Zweiten Weltkriegs (1939) hatte Paderborn 42.490 Einwohner, nach dem Krieg noch 29.033.

### Paderborn nach dem Zweiten Weltkrieg

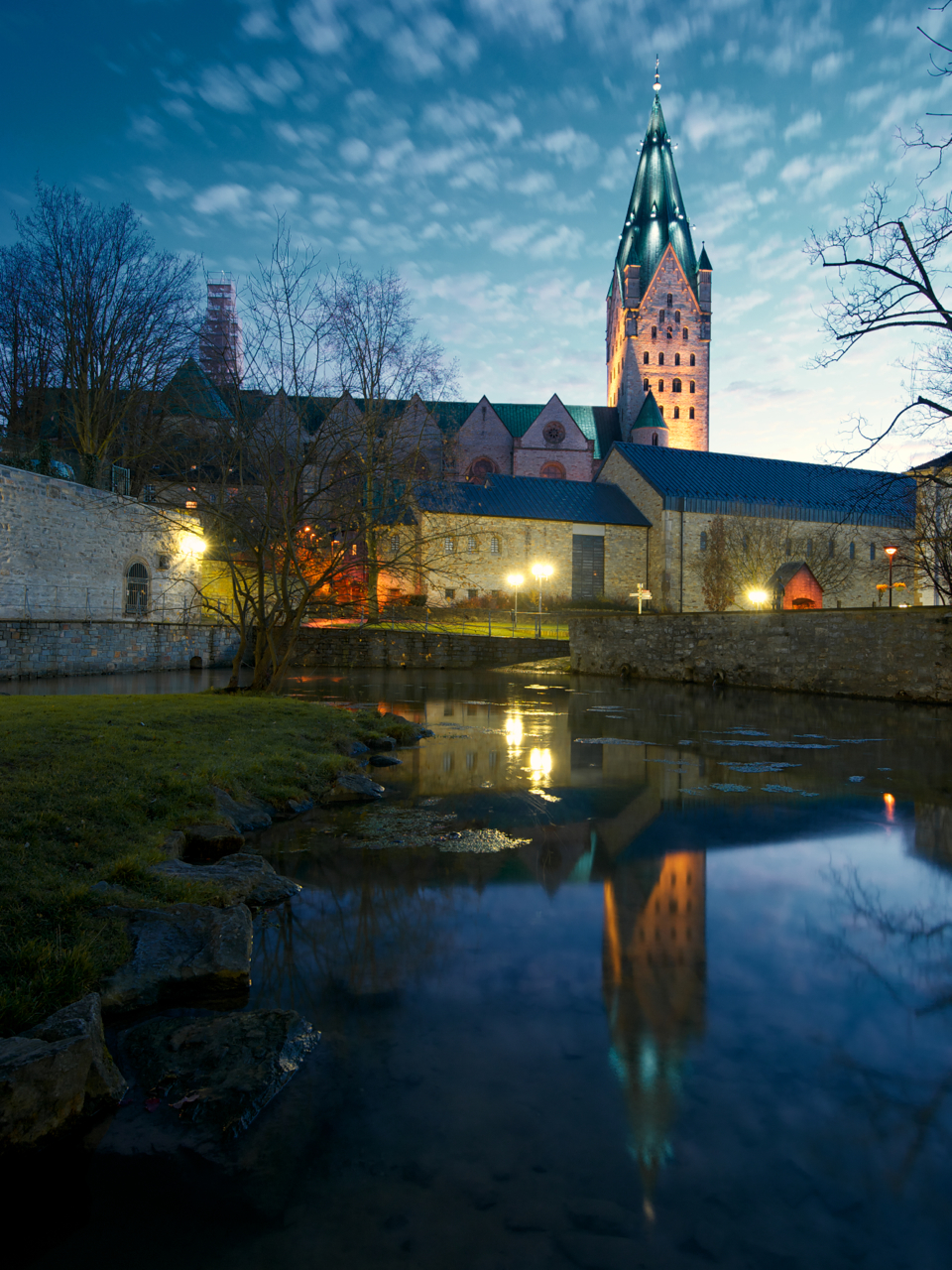
Quellbecken der Dielenpader, mit der Kaiserpfalz und dem Dom (Nordseite)

1946 kam es zur Gründung der Pädagogischen Hochschule (als Pädagogische Akademie). Diese wurde 1972 unter Zusammenführung der Fachhochschulen Paderborn, Höxter, Meschede und Soest zur Gesamthochschule, gleichzeitig mit der Gründung der Universität Paderborn. 1964 begannen die Ausgrabungen der karolingischen und ottonischen Kaiserpfalzen. 1965 erhielt Paderborn Anschluss an das Erdgasnetz. Die bereits seit 836 (seit der Überführung der Reliquien des heiligen Liborius von Le Mans nach Paderborn) bestehende Städtefreundschaft mit Le Mans wurde 1967 offiziell besiegelt.
1975 entstand das Diözesanmuseum. Zwei Jahre später fand die große 1200-Jahr-Feier statt, außerdem begann der Wiederaufbau der ottonischen Kaiserpfalz, die heute das Museum in der Kaiserpfalz beherbergt. 1981 wurde die Paderhalle gebaut. Während des Kalten Krieges war die Stadt auch Garnison der 33. britischen Panzerbrigade (Armoured Brigade).
1994 fand die 4. Landesgartenschau Nordrhein-Westfalens in Schloß Neuhaus statt. 1996 besuchte Papst Johannes Paul II. die Stadt. 1999 fanden sowohl die Feier des Bistumsjubiläums als auch des 1200-jährigen Jubiläums des Treffens zwischen Karl dem Großen und Papst Leo III. statt. Als 2001 auf dem Campus der Universität Paderborn Deutschlands größte Uni-Party mit knapp 20.000 Menschen stattfand, übertrug der Fernsehsender MTV dieses Ereignis.
Der Nordrhein-Westfalen-Tag fand 2007 in Paderborn und damit erstmals außerhalb Düsseldorfs statt.
2017 ist Paderborn als Leitkommune in der ersten digitalen Modellregion Ostwestfalen-Lippe in Nordrhein-Westfalen festgelegt worden. In einem dreijährigen Modellprojekt soll ein elektronisches Bürgeramt entwickelt werden.
Am 20. Mai 2022 kam es gegen 17 Uhr zu einem schweren Gewitter mit Tornado. Rund 40 Personen wurden verletzt. Zahlreiche Gebäude und Bäume wurden im Westen sowie der Innenstadt und dem östlichen Stadtteil schwer beschädigt.

### Eingemeindungen
Am 1. Januar 1969 wurde die Gemeinde Marienloh eingegliedert. Am 1. Juli 1969 folgte die Gemeinde Wewer. Nach dem Sauerland/Paderborn-Gesetz wurden am 1. Januar 1975 die Stadt Paderborn und die Gemeinden Schloß Neuhaus, Elsen, Sande (alle Amt Schloß Neuhaus), Dahl (Amt Kirchborchen), Benhausen, Neuenbeken (alle Amt Altenbeken) zur neuen Stadt Paderborn zusammengeschlossen und eingegliedert bei gleichzeitiger Auflösung der Ämter.

### Einwohnerentwicklung
Nach 1890 gab es in Paderborn 20.000 Einwohner. Bis 1939 verdoppelte sich diese Zahl auf 43.000, um dann 1945 durch die Auswirkungen des Zweiten Weltkriegs um rund 40 Prozent (17.000 Personen) auf 26.000 Einwohner zu sinken. Nach 1950 erreichte die Bevölkerungszahl wieder den Vorkriegsstand. Am 1. Januar 1975 überschritt die Einwohnerzahl der Stadt infolge mehrerer Eingemeindungen die Grenze von 100.000, wodurch sie den Status Großstadt erlangte. In den letzten Jahren steigt die Einwohnerzahl in Paderborn wieder.
Ende Dezember 2015 lebten in Paderborn nach Fortschreibung des Landesamtes für Datenverarbeitung und Statistik 148.126 Menschen mit Hauptwohnsitz.
Die folgende Übersicht zeigt die Einwohnerzahlen der Stadt Paderborn nach dem jeweiligen Gebietsstand, bei einigen Zahlen zusätzlich nach heutigem Gebietsstand. Bei den Zahlen handelt es sich vor 1818 um Schätzungen, von 1818 bis 1970 meist und für 1987 um Volkszählungsergebnisse und ab 1975 um amtliche Fortschreibungen des Landesamtes für Datenverarbeitung und Statistik. Die Zahlen von 1975 bis 1985 sind geschätzte Werte, die Zahlen ab 1990 Fortschreibungen auf Basis der Ergebnisse der Volkszählung von 1987, ab 2012 Fortschreibungen auf Basis des Zensus 2011. Die Angaben beziehen sich ab 1871 sowie für 1946 auf die Ortsanwesende Bevölkerung, ab 1925 auf die Wohnbevölkerung und ab 1985 auf die Bevölkerung am Ort der Hauptwohnung. Die Einwohnerzahlen von vor 1871 stammen aus uneinheitlichen Erhebungsverfahren.
Einwohnerzahlen nach dem damaligen Gebietsstand
| Jahr | Einwohner    |
| ---- | ------------ |
| 1272 | ca. 5.000c . |
| 1571 | ca. 5.400c . |
| 1763 | 02.500       |
| 1818 | 05.846       |
| 1831 | 07.121       |
| 1837 | 07.895       |
| 1843 | 08.692       |
| 1849 | 09.249       |
| 1852 | 10.768       |
| 1858 | 10.848       |

| Jahr | Einwohner |
| ---- | --------- |
| 1861 | 12.271    |
| 1867 | 12.867    |
| 1871 | 13.726    |
| 1880 | 14.689    |
| 1885 | 16.606    |
| 1890 | 17.986    |
| 1895 | 19.980    |
| 1900 | 23.538    |
| 1905 | 26.469    |
| 1910 | 29.441    |

| Jahr | Einwohner |
| ---- | --------- |
| 1916 | 26.461    |
| 1919 | 32.095    |
| 1925 | 33.719    |
| 1933 | 37.272    |
| 1939 | 42.490    |
| 1946 | 29.092    |
| 1950 | 40.270    |
| 1961 | 53.984    |
| 1970 | 66.829    |
| 1974 | 71.750    |

Einwohnerzahlen nach dem heutigen Gebietsstand
| Jahr | Einwohner |
| ---- | --------- |
| 1939 | 060.025   |
| 1950 | 063.968   |
| 1961 | 078.161   |
| 1970 | 092.869   |
| 1974 | 102.409   |
| 1975 | 103.719   |
| 1980 | 110.163   |
| 1985 | 109.615   |
| 1987 | 110.715   |
| 1990 | 120.680   |
| 1995 | 133.717   |

| Jahr | Einwohner |
| ---- | --------- |
| 2000 | 139.084   |
| 2005 | 143.769   |
| 2006 | 144.258   |
| 2007 | 144.181   |
| 2008 | 144.811   |
| 2009 | 145.320   |
| 2010 | 146.283   |
| 2011 | 143.174   |
| 2012 | 143.575   |
| 2013 | 143.659   |
| 2014 | 145.176   |

| Jahr | Einwohner |
| ---- | --------- |
| 2015 | 148.126   |
| 2016 | 148.677   |
| 2017 | 149.075   |
| 2018 | 150.580   |
| 2019 | 151.633   |
| 2020 | 153.231   |
| 2021 | 152.531   |
| 2022 | 155.857   |
| 2023 | 156.887   |
| 2024 | 156.378   |

Paderborn ist nach Bielefeld die zweitgrößte Stadt im Regierungsbezirk Detmold. Die Einwohnerzahl erreichte 2023 mit 156.887 Einwohnern einen historischen Höchststand. Im deutschlandweiten Vergleich nimmt die Stadt Platz 53 ein.
In den amtlichen Statistiken nicht aufgeführt sind die etwa 600–700 Angehörigen der britischen Streitkräfte, die entweder in den Kasernen stationiert sind oder mit ihren Familien in Paderborn wohnen.

### Christentum

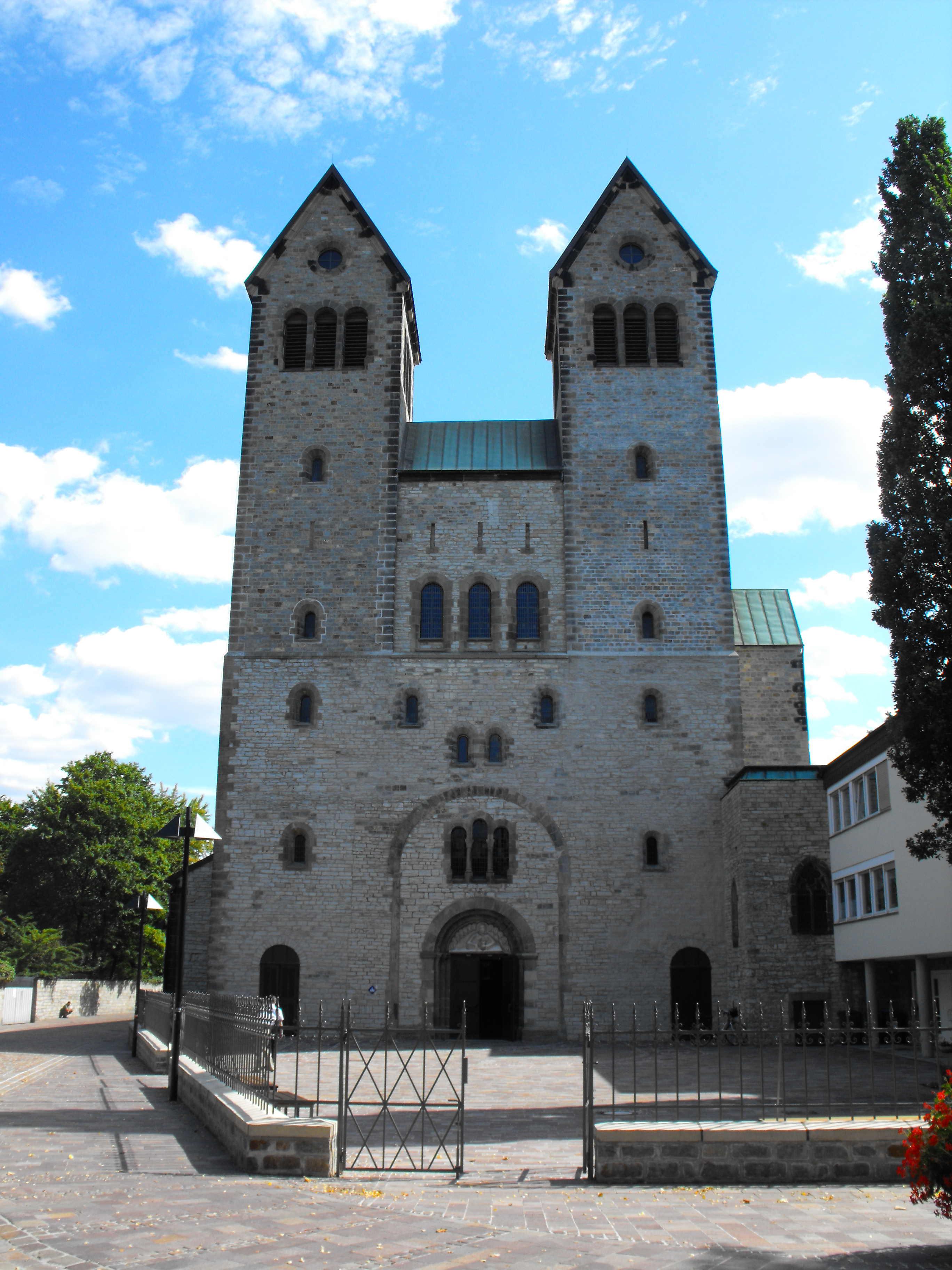
Abdinghofkirche, sie geht auf eine Klostergründung aus dem Jahr 1015 zurück

In Paderborn wurde 799 das gleichnamige Bistum gegründet, aus dem sich später das Hochstift Paderborn als geistliches und zugleich weltliches Territorium innerhalb des Heiligen Römischen Reichs Deutscher Nation entwickelte, das bis zur Säkularisation 1802/03 bestand.
Die Reformation fasste von Lippstadt und der Landgrafschaft Hessen aus ab 1525 Fuß in der Stadt, zunächst im Minoritenkloster. Bischof Erichs unterdrückte das 1528 durch Gegenmaßnahmen. 1532 begannen die reformatorischen Bestrebungen wieder, die sich ab 1566 verstärkten. Das Domkapitel und schließlich die Mehrheit der Bevölkerung nahmen das evangelisch-lutherische Bekenntnis an. In der Marktkirche wurde evangelisch gepredigt.
Ab 1580 leiteten die Jesuiten die Rekatholisierung ein. Bischof Dietrich von Fürstenberg ließ 1596 die Marktkirche gewaltsam schließen und unterwarf die Stadt, der auch hessische Unterstützung nicht helfen konnte, 1604 schließlich vollständig. Danach gab es keine evangelischen Gottesdienste mehr. Auch die kurzzeitige protestantische Besetzung unter Christian von Braunschweig-Wolfenbüttel 1622 konnte daran nichts mehr ändern und so blieb Paderborn bis 1802 eine fast ausschließlich katholische Stadt.
Aufgrund seiner Zugehörigkeit zum ehemaligen Hochstift ist die Bevölkerung in Paderborn noch immer (traditionell) mehrheitlich katholisch.
Neben dem Dom gab es mehrere Pfarrkirchen. Nach Aufhebung des Hochstifts Paderborn wurde Anfang des 19. Jahrhunderts das Bistum Paderborn neu zugeschnitten. Infolge des Preußen-Konkordates wurde es 1930 zum Erzbistum erhoben. Die heutigen katholischen Pfarrgemeinden der Stadt gehören alle zum Dekanat Paderborn des Erzbistums.
In den 1990er Jahren wurde die Hedwigskirche errichtet.
Ab 1802 formierte sich auch eine evangelische Gemeinde. Sie erhielten zunächst die Abdinghofkirche, dann die Alexiuskapelle, 1817 die Busdorfkirche und 1863 endgültig die Abdinghofkirche zur Verfügung. Gehörten die evangelischen Christen der Stadt zunächst zur Kreissynode Bielefeld, so wurde Paderborn 1840 Sitz einer eigenen Kreissynode mit einem Superintendenten innerhalb der Evangelischen Kirche in Preußen bzw. deren westfälischer Provinzialkirche. Aus der Kreissynode Paderborn entwickelte sich der heutige Kirchenkreis Paderborn, zu dem heute 24 evangelische Kirchengemeinden innerhalb der Evangelischen Kirche von Westfalen gehören. Der Kirchenkreis umfasst alle Kirchengemeinden der Kreise Höxter und Paderborn sowie die Kirchengemeinde Lügde aus dem Kreis Lippe. Die drei Kirchengemeinden auf dem Paderborner Stadtgebiet sind Paderborn (mit den Bezirken Abdinghof, Martin Luther, Markus, Matthäus, Johannes und Lukas), Elsen und Schloß Neuhaus (mit den Kirchen in Schloß Neuhaus und in Sennelager). Die Stadtteile Benhausen, Marienloh und Neuenbeken gehören zur benachbarten Kirchengemeinde Bad Lippspringe.

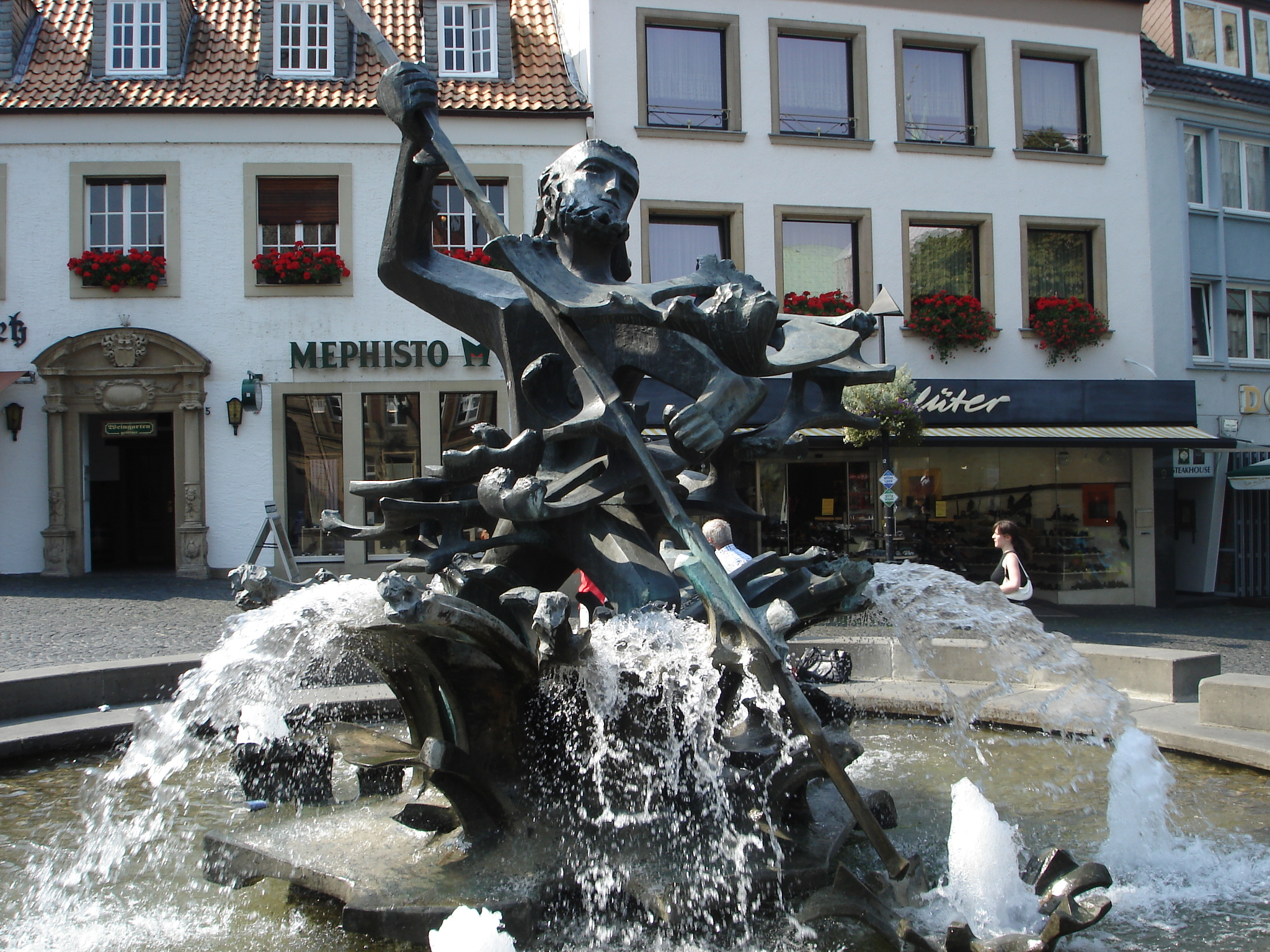
Neptunbrunnen von Josef Rikus vor dem Dom

Neben den katholischen und evangelischen Gemeinden in Paderborn gibt es auch noch verschiedene Freikirchen, darunter eine Evangelisch-freikirchliche Gemeinde (Baptisten), die „Freie Christengemeinde“ (Bund Freikirchlicher Pfingstgemeinden), eine Freie evangelische Gemeinde (FeG) und eine Adventgemeinde. Auch die Neuapostolische Kirche ist in Paderborn vertreten. Seit 2009 existiert in Paderborn eine zum ICF Movement gehörende Freikirche, die ab 2017 zur ICF Bielefeld gezählt wird.
Im Kreis Paderborn lebende Glieder der Selbständigen Evangelisch-Lutherischen Kirche feiern regelmäßig die Lutherische Messe als Gäste in der Exerzitienkapelle des Mutterhauses der Barmherzigen Schwestern vom hl. Vincenz von Paul zu Paderborn.
An der Talle steht das Gotteshaus der Syrisch-Orthodoxen Gemeinde.
Die Gottesdienste der Russisch-Orthodoxen Kirche wurden bis 2018 in der Alexiuskapelle am Paderborner Dom gefeiert. Seit 2018 finden diese in der ehemals römisch-katholischen Maximilian-Kolbe-Kirche in Bad Lippspringe statt, die der Hl. Gottesmutter-Ikone Feodorovskaya umgeweiht wurde.
Des Weiteren gibt es sechs Gemeinden der Zeugen Jehovas, vier davon in Englisch, Italienisch, Russisch und Türkisch.

### Sonstige
In Paderborn existieren zwei islamische Gemeinden und die jüdische Gemeinde mit eigener Synagoge. Die jüdische Kultusgemeinde Paderborn umfasst dabei die Kreise Paderborn, Soest und Höxter. An der Warburger Straße vor dem Universitätscampus gibt es einen jüdischen Friedhof.

### Konfessionsstatistik
Laut der Volkszählung in der Europäischen Union 1987 waren mit Stand Mai 1987 71,6 % römisch-katholisch, 18,1 % der Einwohner evangelisch und 10,3 % waren konfessionslos, gehörten einer anderen Glaubensgemeinschaft an oder machten keine Angabe. Die Zahl der Katholiken ist seitdem gesunken. Ende 2021 hatten 43,6 % der Einwohner die katholische Konfession und 17,4 % die evangelische. 39,0 % gehörten entweder einer anderen Glaubensgemeinschaft an oder waren konfessionslos.
Ende 2022 hatten 42,0 % der Einwohner die katholische Konfession und 16,4 % die evangelische. 41,6 % gehörten entweder einer anderen Glaubensgemeinschaft an oder waren konfessionslos. Ende Dezember 2023 waren nach Recherchen der Forschungsgruppe Weltanschauungen in Deutschland 39,7 % der Einwohner der Stadt römisch-katholisch, 15,8 % evangelisch und 44,5 % waren konfessionsfrei oder gehörten einer sonstigen Religionsgemeinschaft an.

## Politik

### Stadtrat
Der Paderborner Stadtrat hat gegenwärtig 60 Sitze. Hinzu kommt der Bürgermeister als Ratsvorsitzender. In der Wahlperiode 2020–2025 stellt eine Koalition bestehend aus CDU und Bündnis 90/Die Grünen die Mehrheit im Stadtrat.
In der vorherigen Wahlperiode stellte zu Beginn eine CDU-FDP-Koalition die Ratsmehrheit. Die Koalition wurde am 15. Dezember 2017 beendet. Für das Haushaltsjahr 2018 bildete sich eine Regenbogenkoalition aus SPD, Bündnis 90/Die Grünen, Linksfraktion/offene Liste (vormals DIP), FDP, FBI/Freie Wähler, LKR und einem fraktionslosen Mitglied des Stadtrates. Die CDU befand sich erstmals seit 1949 in der Opposition. Im Haushaltsjahr 2019 verfügte eine Große Koalition aus CDU und SPD über die Mehrheit im Stadtrat. Den Haushalt 2020 verabschiedete eine Kenia-Koalition bestehend aus CDU, SPD und Bündnis 90/Die Grünen.
- DIE LINKE.: 3
- Die PARTEI: 2
- GRÜNE: 14
- Volt: 1
- SPD: 7
- Für Paderborn: 2
- FBI: 1
- FDP: 3
- CDU: 24
- AfD: 3

Die folgende Tabelle zeigt die Kommunalwahlergebnisse seit 1999:
| Jahr | CDU | GRÜNE | SPD | FDP | AfD | LINKE* | Für PB | PARTEI | FBI | Volt | PIRATEN | Gesamt |
| ---- | --- | ----- | --- | --- | --- | ------ | ------ | ------ | --- | ---- | ------- | ------ |
| 2020 | 24  | 14    | 07  | 3   | 3   | 3      | 2      | 2      | 1   | 1    | –       | 60     |
| 2014 | 30  | 09    | 14  | 3   | 2   | 3      | –      | –      | 2   | –    | 1       | 64     |
| 2009 | 29  | 10    | 13  | 8   | –   | 5      | –      | –      | 3   | –    | –       | 68     |
| 2004 | 30  | 06    | 13  | 4   | –   | 2      | –      | –      | 3   | –    | –       | 58     |
| 1999 | 32  | 05    | 15  | 2   | –   | –      | –      | –      | 4   | –    | –       | 58     |

* (bis 2014: DIP)
Der Gesamtschuldenstand der Stadt soll Ende 2017 nach dem Haushaltsansatz der Stadt bei 234 Millionen Euro liegen.

### Stadtoberhaupt
An der Spitze der Stadt stand seit etwa 1100 ein vom Bischof ernannter „comes civitatis“.  Seit dem 13. Jahrhundert kam allmählich auch ein Rat und ein Bürgermeister auf. Bischof Bernhard V. gewährte die freie Ratswahl, die jährlich an Silvester stattfand. Im 15. Jahrhundert gab es einen 40-köpfigen Bürgerausschuss, welcher jährlich an Mariä Lichtmess (2. Februar) gewählt wurde. Ab 1532 wurde die Zahl auf 24 Mitglieder reduziert. Daneben gab es im 15. und 16. Jahrhundert den „Vierer“, ein aus den vier Bauerschaften der Stadt gewähltes Gremium, das den Rat zu bestätigen hatte.  1599 bis 1604 leitete ein fürstbischöflicher Amtmann und Schultheiß, der über dem Rat stand, die Stadt. Der Rat hatte dann 12 Mitglieder, darunter 2 Bürgermeister und 2 Kämmerer.
1619 und 1639 wurde die Verwaltung reorganisiert. Ab 1800 gab es einen Magistrat, der aus einem regierenden und einem beisitzenden Bürgermeister, einem Syndikus, zwei Kämmerern, acht Ratsherren und vier Gemeinheitsdeputierten bestand. Ab 1805 gab es den Stadtmagistrat mit einem Stadtdirektor und 1807 bildete die Stadt einen Kanton mit einem Maire an der Spitze. In preußischer Zeit leiteten ein Bürgermeister und ein Rat die Stadt. Ende des 19. Jahrhunderts trug das Stadtoberhaupt zeitweise den Titel Oberbürgermeister.
Während der Zeit des Nationalsozialismus bestimmte die NSDAP den Bürgermeister.
Nach dem Zweiten Weltkrieg setzte die Militärregierung der Britischen Besatzungszone einen neuen Bürgermeister ein und 1946 führte sie die Kommunalverfassung nach britischem Vorbild ein. Danach gab es einen vom Volk gewählten „Rat der Stadt“, dessen Mitglieder man als „Stadtverordnete“ bezeichnet. Der Rat wählte anfangs aus seiner Mitte den Bürgermeister als Vorsitzenden und Repräsentanten der Stadt, welcher ehrenamtlich tätig war. Des Weiteren wählte der Rat ab 1946 ebenfalls einen hauptamtlichen Stadtdirektor als Leiter der Stadtverwaltung. Seit 1999 gibt es die Doppelspitze in der Stadtverwaltung nicht mehr, sondern nur noch den hauptamtlichen Bürgermeister. Dieser ist Vorsitzender des Rates, Leiter der Stadtverwaltung und Repräsentant der Stadt. Er wurde 1999 erstmals direkt vom Volk gewählt.
Nach dem Verlust der absoluten Mehrheit bei der Wahl 2009 regierte Bürgermeister Heinz Paus mit den Stimmen einer CDU-FDP-Koalition von 2009 bis 2014. Bürgermeister von Paderborn ist seit der Kommunalwahl im Mai 2014 der CDU-Politiker Michael Dreier. Er erhielt bei der Bürgermeisterwahl 59,01 % der gültigen Stimmen. Er wurde im Juni 2014 vereidigt.

### Wappen
| Wappen der Stadt Paderborn | Blasonierung: „Das Stadtwappen der Stadt Paderborn besteht aus einem roten Wappenschild, das im oberen Teil ein goldenes Kreuz und darunter vier goldene senkrechte Pfähle zeigt.“ |
| Wappen der Stadt Paderborn | Wappenbegründung: Die Stadtfarben sind rot-gelb. Das Wappen wurde am 22. Juli 1975 als offizielles Wappen der Stadt genehmigt. Es geht nicht auf das seit 1245 nachgewiesene Stadtsiegel zurück, sondern auf die Paderborner Familien Bulemast und Stapel. Der Ministeriale Heinrich Bulemast nutzte es 1328 in einem Bannersiegel. Das im oberen Teil gezeigte Kreuz dürfte auf das Hochstiftkreuz zurückgehen und findet sich seit 1310 nachweisbar im Sekretsiegel der Stadt. Die heutige Form des Wappens findet sich in einer Verleihung des Innenministeriums des Staates Preußen an die Stadt Paderborn 1931. Es hat aber bereits eine ältere Tradition. Möglicherweise steht das Kreuz für das ehemalige Hochstift Paderborn. Die Pfähle werden mit dem Stadtbanner erklärt, das in den Siegeln der Stadt im 13. Jahrhundert auftaucht. |

Banner der Stadt Paderborn mit Wappen
Banner der Stadt Paderborn
Hissflagge der Stadt Paderborn
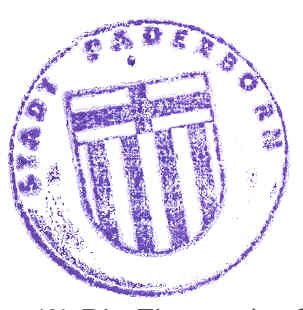
Siegel der Stadt Paderborn
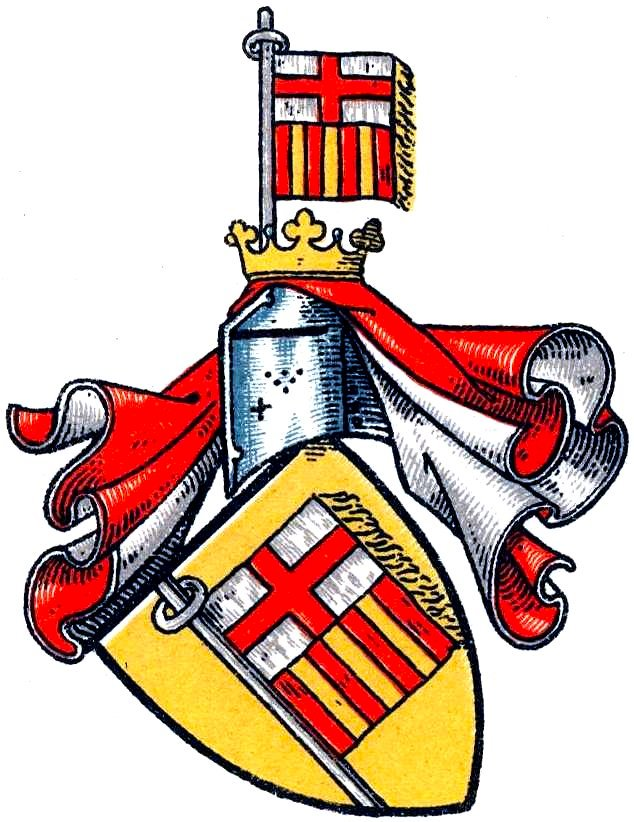
Wappen des Paderbornischen Geschlechts Bulemast

### Städtepartnerschaften
Die Stadt Paderborn unterhält zu sechs Städten weltweit Städtepartnerschaften, fünf davon in Europa und eine in Nordamerika. Die älteste Partnerschaft ist die zu der französischen Stadt Le Mans, hier gab es schon im Mittelalter erste intensive klerikale Beziehungen. Am 3. Juni 1967 wurde sie offiziell als Stadtpartnerschaft gegründet. Vorausgegangen war der Élysée-Vertrag von 1963 zwischen Deutschland und Frankreich, der Gemeindepartnerschaften im großen Stile förderte.  Als Nächstes kam 1975 die Partnerschaft zu der britischen Stadt Bolton im Vereinigten Königreich dazu.
Weitere Partnerschaften kamen erst im wiedervereinigten Deutschland hinzu, 1990 Belleville, Illinois in den USA und 1992 nach Pamplona in Spanien. 1993 wurde die Partnerschaft zu Przemyśl in Polen und 1994 nach Debrecen in Ungarn aufgenommen. Seit 2003 besteht eine Kooperationsvereinbarung zwischen Paderborn und der chinesischen Millionenstadt Qingdao.
Koordiniert werden die Städtepartnerschaften jeweils von einem Trägerverein, die wiederum einen Ansprechpartner in der Stadtverwaltung in Paderborn haben.
Darüber hinaus ist Paderborn Mitglied des Städtebundes der Neuen Hanse.

## Kultur und Sehenswürdigkeiten

### Theater

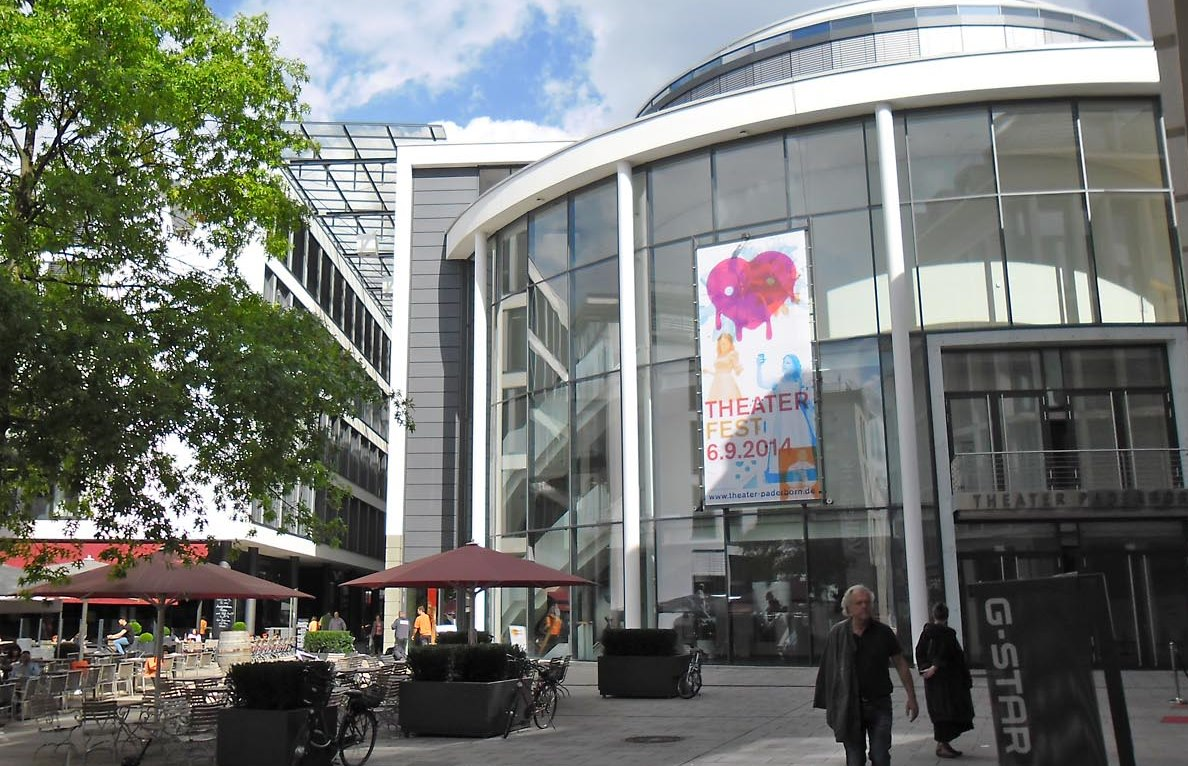
Theater am Neuen Platz

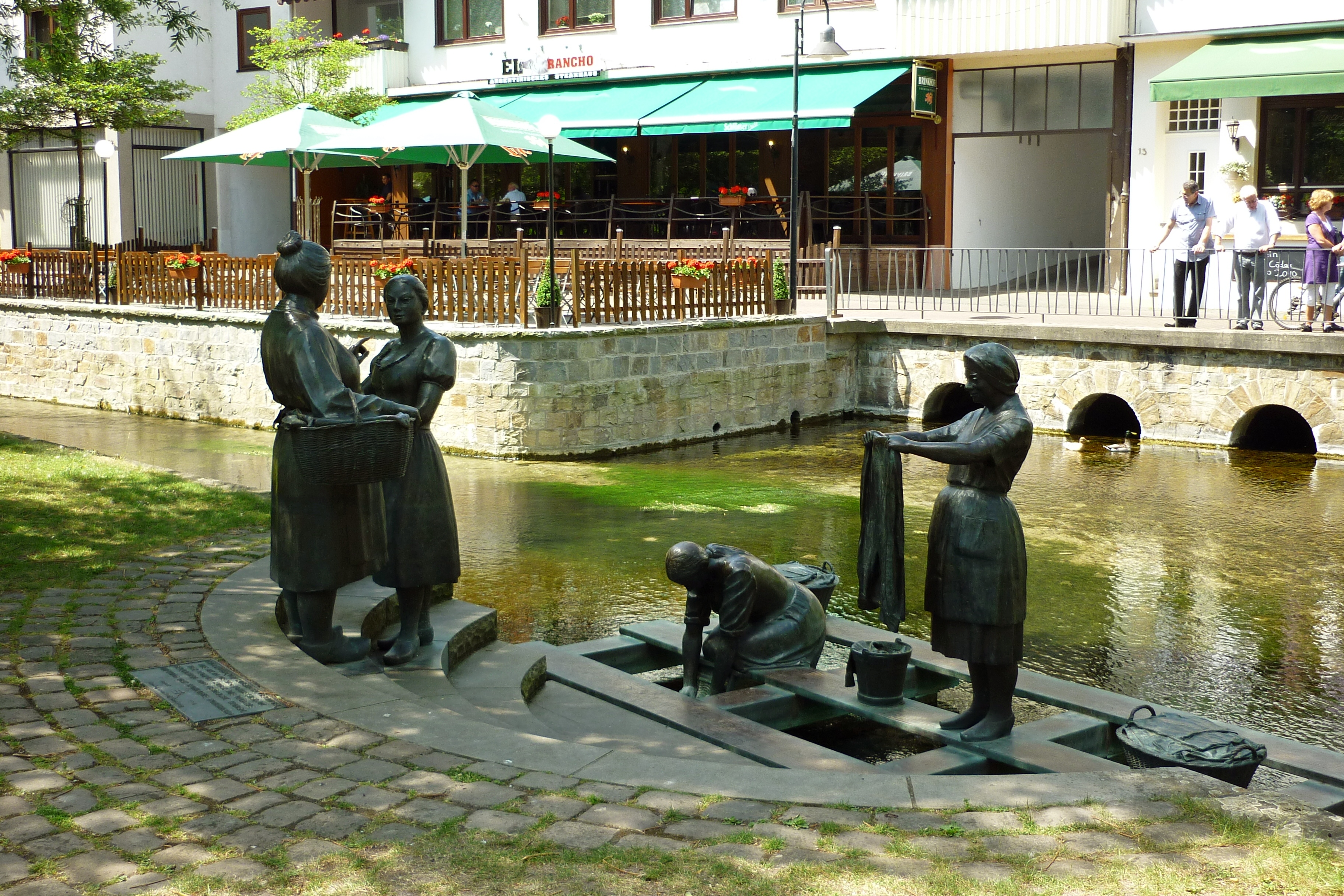
Skulptur Waschfrauen an der Warmen Pader

Nach zehn Jahren Überlegungs-, Planungs- und Bauzeit wurde für die 1957 gegründeten Westfälischen Kammerspiele ein 24 Millionen Euro teurer Theater-Neubau am Neuen Platz 6 im Herzen der Stadt errichtet und mit der Premiere Das Käthchen von Heilbronn am 9. September 2011 eröffnet. Das Theater heißt seitdem „Theater Paderborn – Westfälische Kammerspiele“; es vereinigt unter einem Dach das Große Haus mit 400 Sitzplätzen, die Studio-Bühne und den Theatertreff mit Jugendtheater. Das eigene Ensemble besteht aus 10 ständigen Mitgliedern und wird von einer variierenden Zahl an Gastschauspielern ergänzt. Das Ensemble wurde bereits mehrfach zum NRW-Theatertreffen eingeladen. Die Kammerspiele sind wegen ihres Repertoires aus klassischen und experimentellen modernen Stücken weit über die Region hinaus bekannt.
Die Universität Paderborn beherbergt ein eigenes Theater, die Studiobühne. Dort spielen Studierende unter Anleitung eines Theaterwissenschaftlers. Häufig werden einzelne Spieler der Studiobühne für die jährliche Theaterproduktion des Kulturfestivals „Dalheimer Sommer“ im ehemaligen Kloster Dalheim (südlich von Paderborn) engagiert. Das Amalthea-Theater am Jühenplatz führt als Kleinkunstbühne ebenfalls zahlreiche Theaterstücke auf, es ist Westfalens kleinstes Theater. Zu erwähnen ist auch die Freilichtbühne im Neuhäuser Schlosspark, die jedes Jahr ein Kinderstück und ein Abendstück aufführt und damit tausende Besucher Jahr für Jahr anzieht.

### Museen

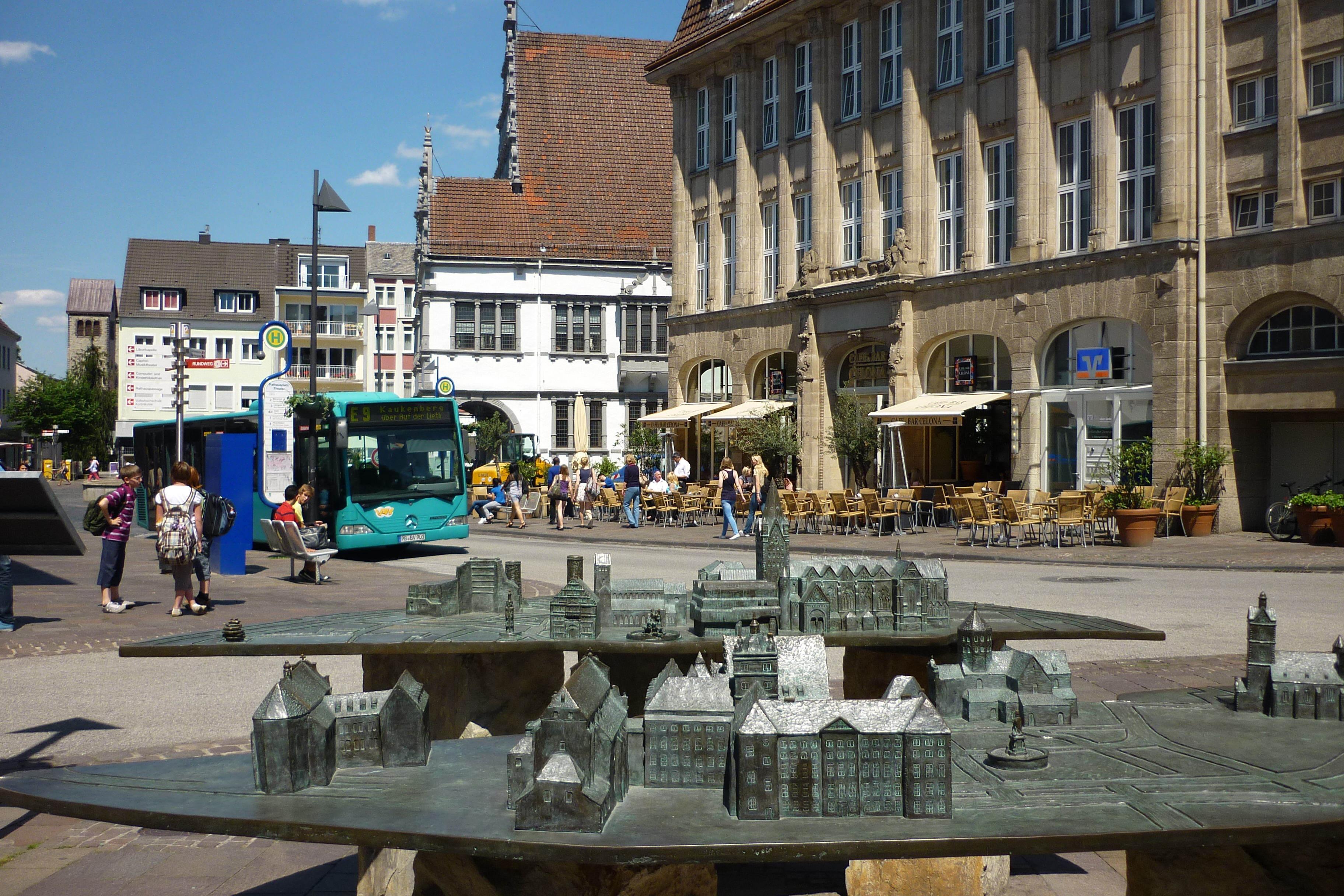
Stadtmodell am Kamp, im Hintergrund das historische Rathaus

In Paderborn gibt es zwölf Museen, die neben Kunst und historischen Sammlungen auch Exponate aus der Industriekultur zeigen. Das Museum in der Kaiserpfalz stellt Exponate aus karolingischer und ottonischer Zeit aus. Das Erzbischöfliche Diözesanmuseum und Domschatzkammer beherbergt eine Sammlung vornehmlich sakraler Kunst des 10. bis 20. Jahrhunderts. Das Heinz Nixdorf MuseumsForum (HNF) zeigt 5.000 Jahre Geschichte der Informations- und Kommunikationstechniken. Die Städtische Galerie am Abdinghof beherbergt unter anderem Grafiken des Expressionismus und der Dresdner Sezession. Im Schulmuseum Paderborn wird die über 1200-jährige Schulgeschichte Paderborns dargestellt. Das ars sacrale ist ein Museum für sakrale Kunst und befindet sich im Hause Cassau. Das Museum für Stadtgeschichte im Adam-und-Eva-Haus zeigt Exponate aus der Stadtgeschichte von Gründungszeit bis zum Wiederaufbau nach dem Zweiten Weltkrieg. Schwerpunkt des Naturkundemuseums im Marstall des Schlosses ist die heimische Fauna und Flora. Die Städtische Galerie in der Reithalle zeigt Malerei und Grafik aus dem 17. bis zum frühen 20. Jahrhundert. Das Deutsche Traktoren- und Modellauto-Museum beherbergt eine Sammlung von über 100 Traktoren bedeutender deutscher Hersteller. Die Kunsthalle Paderborn mit zeitgenössischer Kunst hat wechselnde Ausstellungsorte. Das Kreismuseum des Kreises Paderborn befindet sich in der Wewelsburg.

### Musik
In der „Paderhalle“ finden ganzjährig Musik- und Unterhaltungsveranstaltungen wie Opern, Musicals, Konzerte, Kabarett, Schauspiel und Kleinkunst sowie Bälle und Partys statt. Die „Kulturwerkstatt“ beherbergt Proberäume und Konzertsäle für kleine und mittlere Veranstaltungen, die häufig für Punk- oder Rock-Konzerte genutzt werden.

### Bauwerke
Die wichtigsten Baudenkmäler der Stadt Paderborn entstanden zwischen dem 10. und 13. Jahrhundert und während des Barocks im 17./18. Jahrhundert. In der Zeit nach dem Zweiten Weltkrieg wurden zum Teil alte Häuser abgerissen, um Platz für moderne Bauten wie das Diözesanmuseum zu schaffen. Im Sinne einer autogerechten Innenstadt entstand eine durch das Material Beton geprägte Baugruppe am Königsplatz.
Liste (Auswahl)
- Dom, umgeben von den Paderquellen, Wahrzeichen der Stadt mit dem Drei-Hasen-Fenster
- Bartholomäuskapelle, älteste Hallenkirche nördlich der Alpen, hervorragende Akustik.
- Marktkirche, Barock
- Gaukirche
- Abdinghofkirche
- Busdorfkirche
- Kapuzinerkirche
- Herz-Jesu-Kirche
- St. Elisabeth
- Franziskanerkloster
- Michaelskloster
- Rathaus, im Stil der Weserrenaissance gebaut.
- Theodorianum
- Heiersburg an der Stadtmauer, sie diente im Mittelalter als Unterkunft der Wachen, im 19. Jahrhundert als Theologenkonvikt.
- Schloss Neuhaus im gleichnamigen Stadtteil, mit Wassergraben, Marstall und Barockgarten.
- Haxter Warte, auch Lichtenturm genannt, ein ehemaliger Wartturm südöstlich der Stadt, der vermutlich im 15. Jahrhundert errichtet wurde und Teil der Landwehr um Paderborn war. Nachdem er 1945 versehentlich gesprengt worden war, erfolgte 1986 der Wiederaufbau als 9 m hoher Aussichtsturm.[74]

### Grünflächen und Naherholung

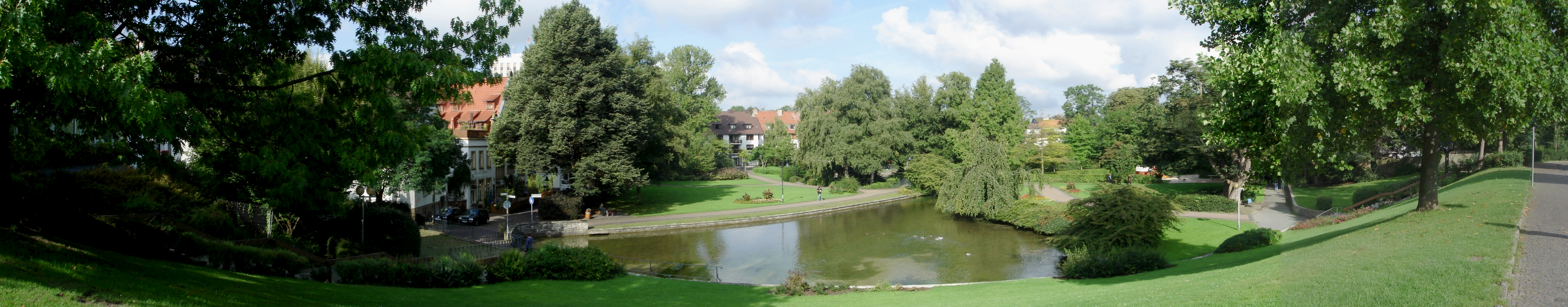
Panorama vom Paderquellgebiet bei der Stadtverwaltung

Rund um den Padersee, vor allem aber das „Paderquellgebiet“ ist die zentrale Grünanlage in Paderborn, das auch die etwa 200 Karstquellen umfasst. Sie speisen die Pader. Von dort reichen die Paderauen entlang der Pader bis zum Stadtteil Schloß Neuhaus, wo sich im „Schloß- und Auenpark“, dessen Gelände 1994 zur Landesgartenschau NRW gehörte, Pader, Lippe und Alme treffen.
Große Parkanlagen und Waldgebiete im Stadtgebiet laden zur Naherholung ein: So der „Bürgerpark“ in der Südstadt an der Borchener Straße, der Riemekepark im Riemekeviertel, der „Park am Tausendquell“ und das Gelände um die Fischteiche.
Erholungsräume bieten darüber hinaus elf Kleingärtnervereine.
Es bestehen, neben dem Lippesee, viele Seen, wie der Padersee, der Habichtsee, der Tallesee und der Waldsee.

### Sport
Der Fußballverein SC Paderborn 07 spielte von 2016 bis 2018 zwei Saisons in der 3. Liga, nachdem er 2014 überraschend in die 1. Bundesliga aufgestiegen war. Dort konnte er sich jedoch nur eine Saison halten und stieg zwei Mal in Folge ab. Zur Saison 2018/19 gelang dem SC Paderborn 07 der Wiederaufstieg in die 2. Bundesliga. In der Saison 2019/20 spielt der Verein wieder in der 1. Bundesliga, konnte sich dort jedoch erneut nur eine Saison halten.
Eine der erfolgreichsten Baseball-Mannschaften Deutschlands mit 6 Deutschen Meisterschaften zwischen 1999 und 2005 sind die Untouchables Paderborn. Der Basketballverein Paderborn Baskets spielt in der 2. Bundesliga. Der Schießsportverein St. Hubertus Elsen schießt seit der Saison 2004/2005 in der Luftgewehr-Bundesliga und war Deutscher Mannschaftsmeister 2006. American Football wird bei den Paderborn Dolphins gespielt. Nach erfolgreichen Jahren in der ersten und zweiten Bundesliga in den 1990er Jahren wurde 2004 der Neuanfang in der Verbandsliga NRW gewagt. Nach zwei Spielzeiten mit Gewinn sämtlicher Spiele waren die Dolphins in die Regionalliga NRW aufgestiegen; inzwischen spielen sie wieder in der höchsten deutschen Spielklasse.
Der Paderborner Squash Club (PSC) ist mittlerweile einer der erfolgreichsten Squashclubs in Europa und war u. a. Ausrichter der Squash-Team Weltmeisterschaft der Herren 2011 im Paderborner Ahorn Sportpark. 10 Deutsche Mannschaftsmeisterschaften und 7 Titelgewinne auf europäischer Ebene sowie zahlreiche Teilnahmen am Welt- und Europameisterschaften sind dafür Indiz. Die Herren und Damen-Mannschaften waren mehrfach deutsche Meister, die Herren in den Jahren 2003, 2004 und 2005 sogar Europapokalsieger; 2006 belegten sie den 3. Platz. Mit Simon Rösner spielt der amtierende und insgesamt 8-fache Deutsche Einzelmeister für den Club. Im Jahr 2023 richtete der Verein das europäische Champions Turnier im Ahorn-Sportpark aus und gewann dieses bei den Herren.
Die Sportart Bahnengolf (Minigolf) ist in Paderborn mit vier Minigolfplätzen und vier Vereinen repräsentiert. Die erfolgreichste Mannschaft ist der Verbandsligist „1. BGC Paderborn“, dessen Anlage „An den Fischteichen“ zugleich ein beliebtes Ausflugsziel darstellt. Sportwissenschaftlern mit dem Forschungsschwerpunkt Motorik/Sensorik sowie allen Studierenden steht die Golfakademie der Universität Paderborn mit einer eigenen Golfanlage zur Verfügung.
Der SC Grün-Weiß 1920 e. V. Paderborn ist mit etwa 3500 Mitgliedern der größte Breitensportverein der Region. In 21 Abteilungen wird ein breites Spektrum sportlicher Betätigungsmöglichkeiten abgedeckt. Der TC Grün-Weiß Paderborn ist ein im Jahr 2008 vom SC Grün-Weiß abgespaltener Tennisclub, der mit 491 Mitgliedern der größte Tennisverein im Kreis Paderborn und einer der größten in Ostwestfalen-Lippe ist. Der 1. Paderborner Schwimmverein ist mit seiner Damen- und Herrenmannschaft in der 2. Bundesliga vertreten. Die Unterwasserrugby-Mannschaft spielt in der 1. Bundesliga. Der LC Paderborn ist mit über 900 Mitgliedern der größte Leichtathletikverein in Paderborn und stellte wiederholt Olympiateilnehmer wie z. B. Claudia Tonn und Lilli Schwarzkopf. Der TV 1875 Paderborn ist ein großer lokaler Breiten- und Leistungssportverein mit 16 Abteilungen.
Der VdP 1989 e. V. (Verein der Poolspieler) ist der ortsansässige Poolbillardverein und spielt mit seinen 120 Mitgliedern und seinen 4 Mannschaften bereits in der Oberliga. Der „Verein der Freunde zur Förderung der Skate Night Paderborn e. V.“ organisiert regelmäßig öffentliche Inline Skate Touren über die Straßen Paderborns. Die Luftsportgemeinschaft Paderborn e. V. betreibt den Flugplatz Paderborn-Haxterberg und einen Modellflugplatz zwischen Paderborn und Borchen mit den Angeboten Motorflug, Motorsegelflug, Segelflug, Ultraleichtflug und Modellflug. Der Flugplatz ist Landesleistungsstützpunkt für Segelflug und war Ort diverser Landes- und Weltmeisterschaften. Aus den Reihen des Vereins stammen diverse Weltmeisterschaftsteilnehmer im Segelkunstflug.
Die Lise-Meitner-Realschule führt im Schuljahr 2011/2012 als erste Schule in NRW sogenannte Sportprofilklassen ein, die auf G9-Basis zur Fachoberschulreife führen. Die Schule unterstützt so sportlich ambitionierte Schüler und gibt ihnen die Möglichkeit, Schule und Leistungssport miteinander zu verbinden. Zuvor hatte schon das Reismann-Gymnasium Paderborn seit einigen Jahren Sportprofilklassen und hat seit dem Schuljahr 2012/2013 den Status NRW-Sportschule.

#### Sportstätten

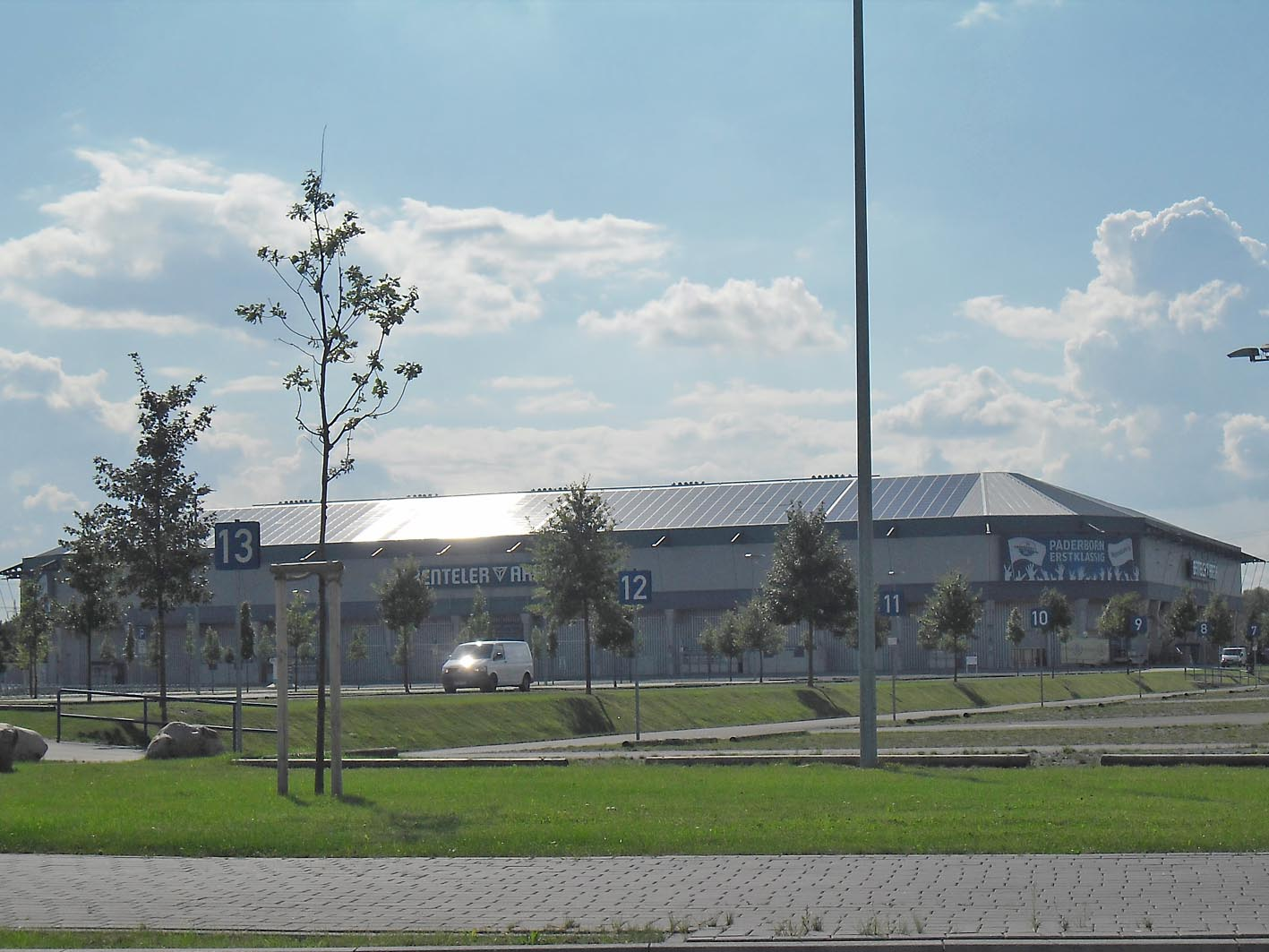
Die Benteler-Arena in Paderborn 2014

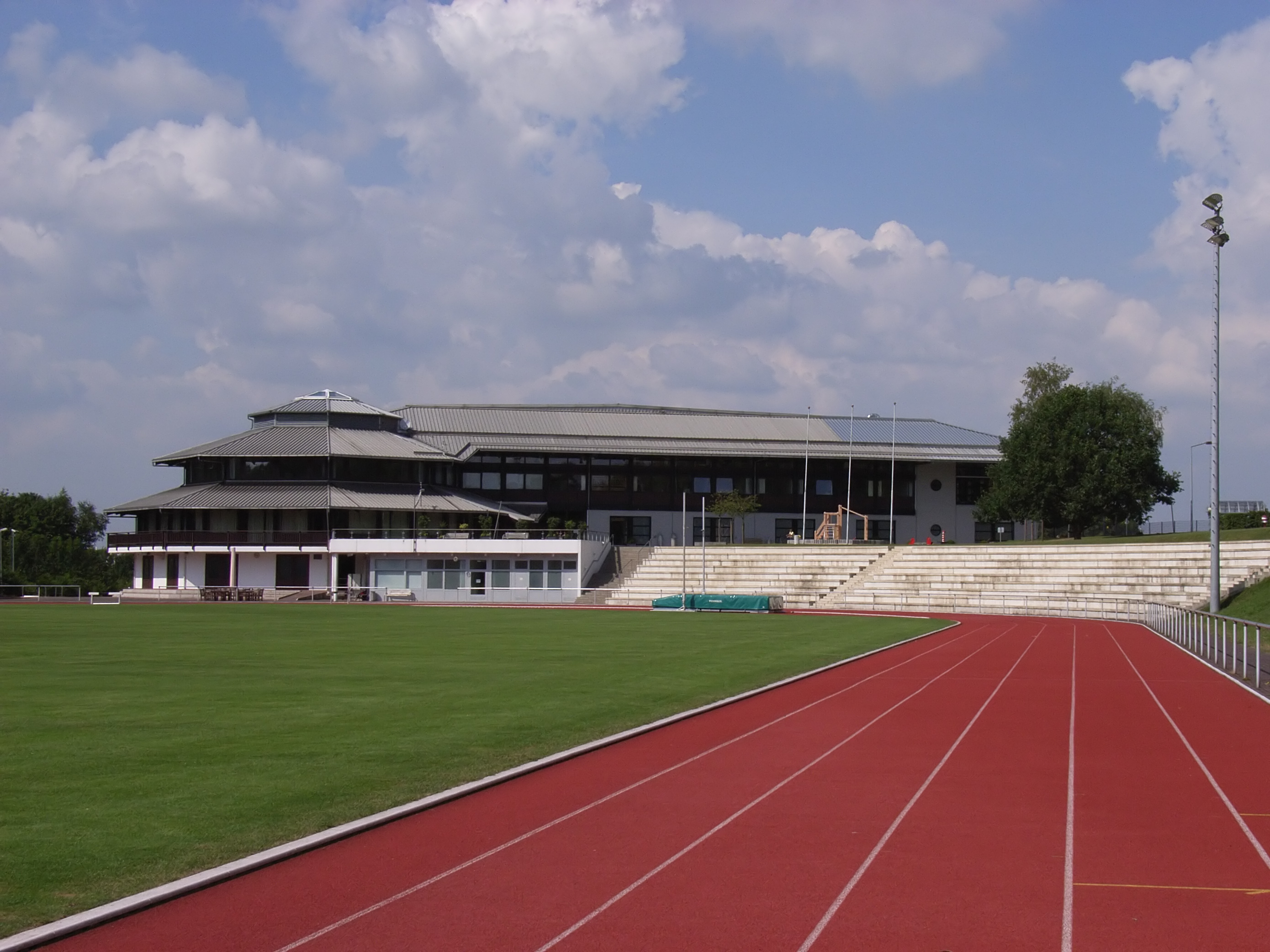
Paderborner Ahorn-Sportpark

An Sportstätten bietet Paderborn den Paderkletterpark mit Bootsverleih; den (beleuchteten) Laufpfad an den Fischteichen; den Skate- und Inlinepark am „Goldgrund“ hinter den Fußballtrainingsstätten; den Ahorn-Sportpark u. a. mit Stadion und einer Sporthalle für Leichtathletik, Kraftsport, Tanzen, Gymnastik, Volleyball, Badminton und Squash sowie einem beleuchteten Laufpfad und Kleinspielflächen; den Ahorn-Ballpark für Baseball; das Sportzentrum am Maspernplatz, auch Maspernhalle genannt u. a. für Basketball; das Hermann-Löns-Stadion, ehemals ein Fußballstadion, nun Heimat der American Footballer (Dolphins); das Waldstadion Südstadt (Spielstätte des Fußballvereins „Sportfreunde Blau Weiß Paderborn“); das Inselbadstadion (Spielstätte der Fußballmannschaften des „SC Grün-Weiß“); die Benteler Arena, ein Fußballstadion mit 15.000 Plätzen; eine Schießsportanlage, drei Bowlinganlagen; Segeln auf dem Lippesee; Wasserski-Anlagen auf dem benachbarten Nesthauser See; Tauchsport in mehreren Seen (Habichtsee, Nesthauser See etc.), Kanuparcours auf der Pader und auf der Lippe in Höhe der B 64; Reitsport in mehreren Zentren und Anlagen (Füllersheide, Thunhof, Haxtergrund); „Segelflug- und Motorflugzentrum Haxterberg“; Sport- und Begegnungszentrum im Goldgrund (Fitness-Studio, Kletterwand, Tanzsäle, Boxen, Budo). Im gesamten Stadtgebiet gibt es 12 Tennisvereine mit eigenen Tennisanlagen, fünf dieser Vereine haben auch eine vereinszugehörige Tennishalle.

#### Schwimmbäder
Es gibt zwei Freibäder und vier Hallenbäder in Paderborn, nämlich die Freibäder Waldbad und Rolandsbad, sowie die Hallenbäder Schwimmoper (mit 8 × 50 m Wettkampfbecken, elektronischer Zeitmessanlage und Zuschauertribüne), Residenzbad, Alisobad und Kiliansbad. In Bad Lippspringe bietet die Westfalen-Therme Badegelegenheit mit Rutschen, Saunen und Whirlpools.

#### Inklusion
2021 bewarb sich die Stadt zusammen mit Bad Lippspringe und Bad Wünnenberg als Host Town für die Gestaltung eines viertägigen Programms für eine internationale Delegation der Special Olympics World Summer Games 2023 in Berlin. 2022 wurde sie als Gastgeberin für die Delegation von Special Olympics Uruguay ausgewählt, die aus etwa 80 Personen bestand. Damit wurde die Stadt Teil des größten kommunalen Inklusionsprojekts in der Geschichte der Bundesrepublik mit mehr als 200 Host Towns.

### Regelmäßige Veranstaltungen

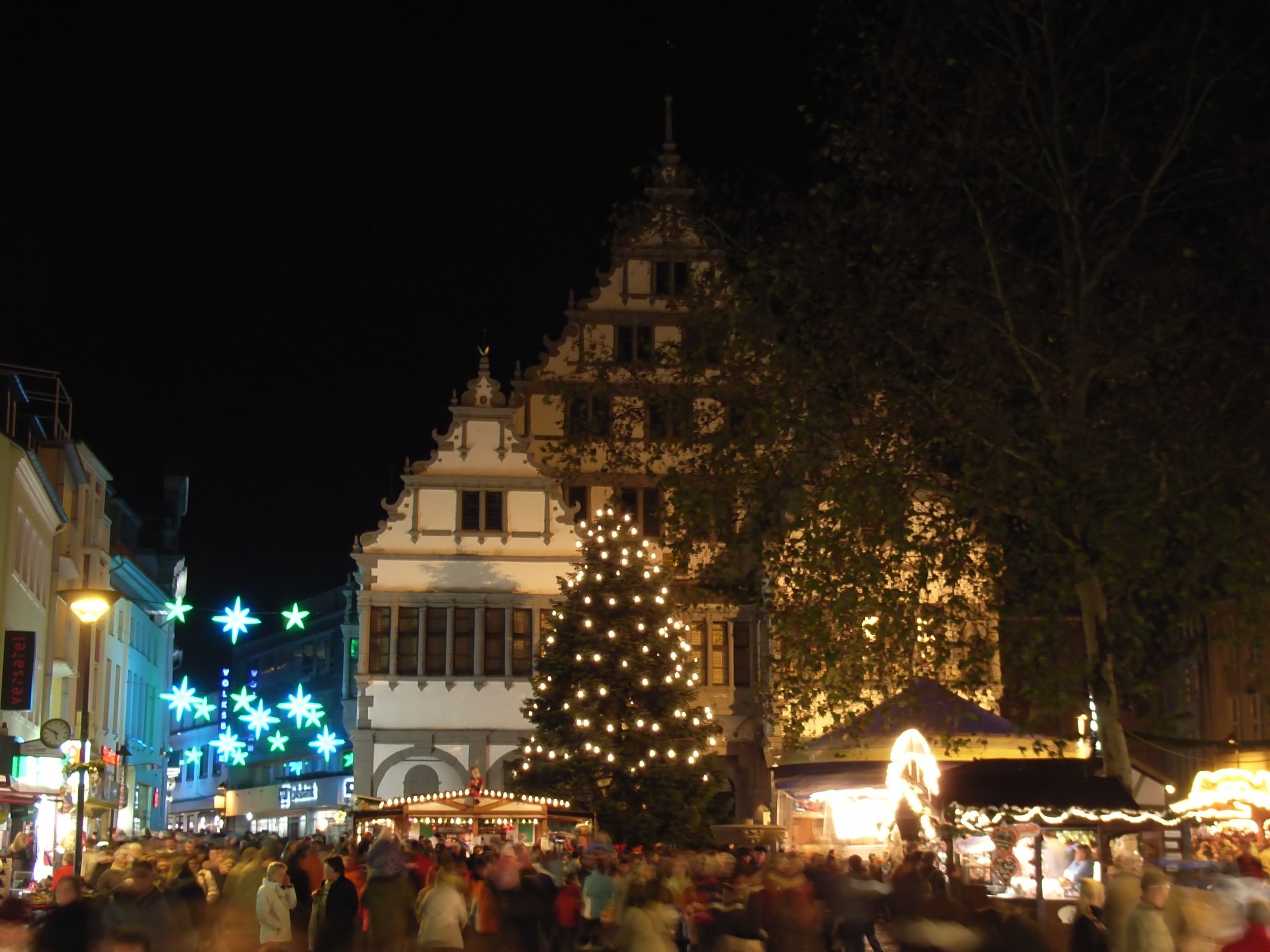
Weihnachtsmarkt in Paderborn

Das Veranstaltungsjahr von Paderborn beginnt mit dem Karnevalsumzug. Der vorausgehende Donnerstag (Weiberfastnacht) hat dabei fast den Charakter eines Stadtfests. Im April geht es mit Lunapark, der jüngsten Kirmes in Paderborn weiter. Am Karsamstag startet der älteste Straßenlauf Deutschlands, der Paderborner Osterlauf. Neben den Läufen über fünf und zehn Kilometer sowie der Halbmarathon-Distanz gibt es auch Wettbewerbe für Inlineskater, Handbiker und Walker bzw. Nordic Walker. Im März finden seit über 30 Jahren die Paderborner Puppenspielwochen statt, seit einigen Jahren auch die Paderborner Literaturtage. Anfang Mai veranstaltet die Werbegemeinschaft Paderborn seit 1984 mit dem Frühlingsfest ein Umsonst-und-Draußen-Festival in der Innenstadt. Außerdem gibt es das Theaterfest in der Innenstadt sowie Drums’n’Percussion. Letzteres ist Europas größtes Schlagzeug- und Percussionfestival. Alle zwei Jahre fand bis 2017 das Festival Musica sacra Paderborn statt.
Von Mai bis September ist im Stadtteil Schloß Neuhaus Schlosssommer. Im Juni folgt das Sommer-Festival des AStA an der Universität. Im Juli feiert Paderborn das Schützenfest. Die größte Feierlichkeit ist für neun Tage ab dem letzten Juliwochenende das Liborifest – eins der größten Volksfeste Deutschlands – mit Europatag. Im August finden der regionale Tag des Handwerks Paderborn sowie die Hochstifttage statt. Alle zwei Jahre sind im Sommer zusätzlich die Dom-Festspiele.
Im September wird zum Paderborner Orgelsommer eingeladen. Im Oktober findet das deutschlandweite Honky Tonk Kneipenfestival auch in Paderborn statt. Ebenfalls im Oktober kennt man in Paderborn Herbstlibori, die kleinere Ausgabe des Liborifestes. Den Abschluss bildet alljährlich der Weihnachtsmarkt auf dem Dom- und Rathausplatz.

### Kulinarische Spezialitäten
In Paderborn und Umgebung kennt man unter Paderborner Landbrot ein Roggenmischbrot. Seit dem Mittelalter wird in Paderborn das Paderborner Bier gebraut. Durch den Erwerb der Paderborner Brauerei von der Privatbrauerei Nies-Gruppe gehören die Marken Paderborner Pilsener und Paderborner Goldpilsener seit 1992 zur Gruppe der Warsteiner Brauerei Haus Cramer.

### Kinos

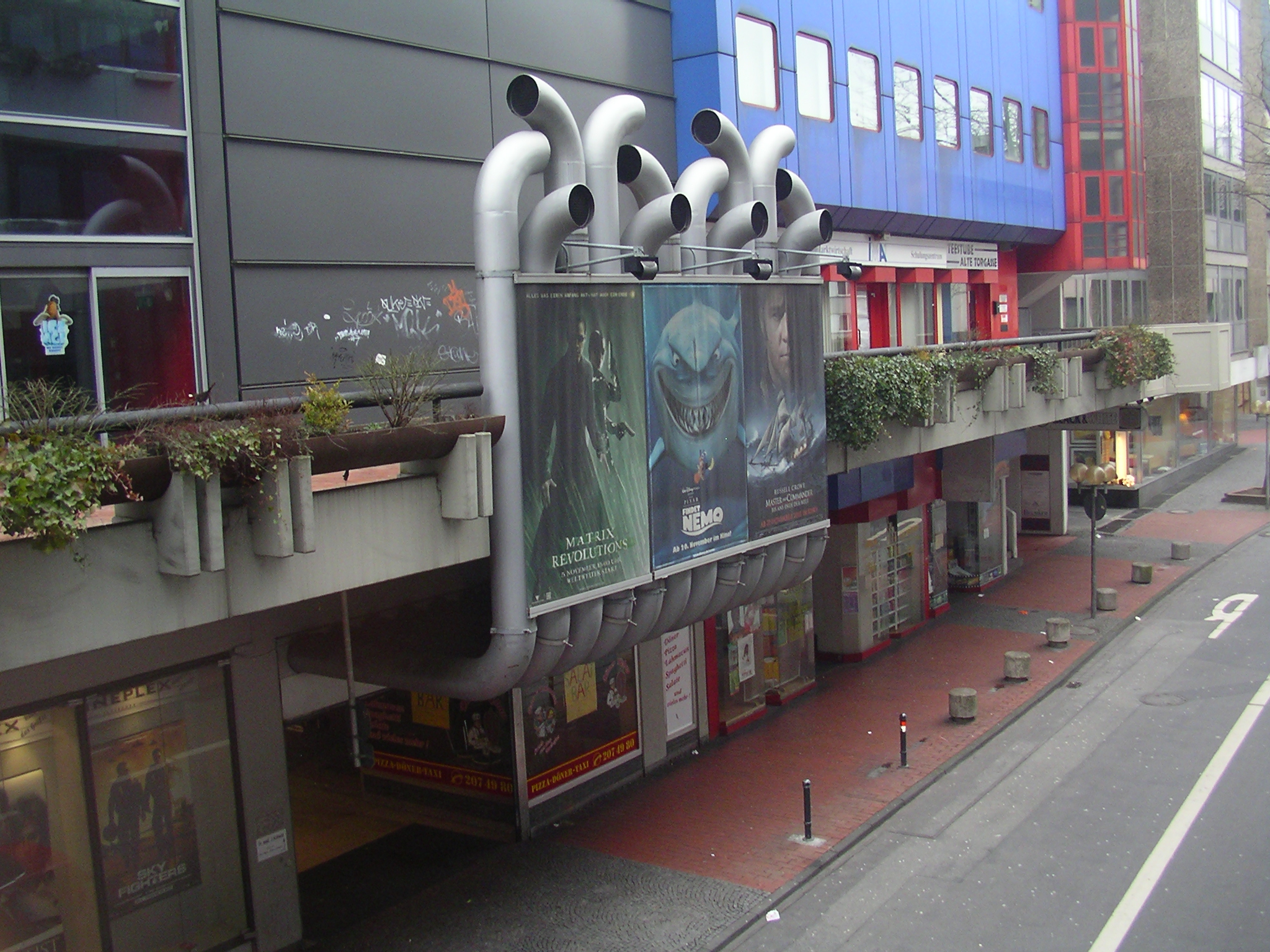
Blick auf den Zugang zur Kinopassage des Cineplex in der Alten Torgasse

In Paderborn gibt es zwei Multiplex-Kinos, die sich beide in der Innenstadt befinden, das Cineplex in der Westernstraße und die „UCI-Kinowelt“ in der Libori-Galerie, einem Einkaufszentrum am südöstlichen Rand der Altstadt. Die von Studierenden der Universität Paderborn ins Leben gerufene Initiative Programmkino Lichtblick bietet ein regelmäßiges Programmkino im Cineplex und im Kinoraum der Universität.

## Wirtschaft und Infrastruktur

### Unternehmen
Paderborn verfügt über eine starke Industrie in den Bereichen Nahrungsmittel und Automobilzulieferer. Durch den Computerpionier Heinz Nixdorf wuchs seit den 1970er Jahren die IT-Branche überdurchschnittlich. Viele Unternehmen sind Ausgründungen aus der Universität Paderborn.
In Paderborn ansässige Firmen betätigen sich in den Bereichen Informationstechnologie (Atos (IT-Dienstleistungen), Diebold Nixdorf (Geldautomaten, Kiosksysteme, Computerkassen), Phoenix Contact Power Supplies GmbH (Stromversorgungstechnologien), Siemens (IT-Dienstleistungen)), produzierendes Gewerbe (Benteler (Stahl/Rohr, Automobiltechnik, Handel), Glasmalerei Peters (Glaskunst), Gebrüder Lödige Maschinenbau (Maschinen- und Anlagenbau)), Lichttechnik (Lightpower (Bühnenbeleuchtung)), Bauunternehmen (Bremer), Fahrzeugherstellung (Claas (Landmaschinen), Deutsche Bahn (Fahrzeuginstandhaltung), dSPACE (Entwicklungswerkzeuge für Steuergeräte)), Verkehrstechnik (Hartmann International (Spedition, Logistik), Universal Transport Michels) und Nahrungsmittel (Stute Nahrungsmittelwerke).
Der in der Paderborner Hochfläche liegende Windpark Asseln erzeugt durch die 62 installierten Windkraftanlagen 36 MW (elektrisch) und erstreckt sich über eine Fläche von 380 Hektar. Er liegt nahe der Ortschaft Asseln (Lichtenau), im Kreis Paderborn, allerdings auch auf den Gebieten der Paderborner Stadtteile Benhausen und Neuenbeken und somit im Stadtgebiet. Zur Zeit seiner Fertigstellung 1997 war er einer der leistungsstärksten Binnenwindparks Europas.
Parallel zur Bundesautobahn 33 führt eine 380-kV-Höchstspannungsleitung direkt durch Paderborn. Sie endet im Umspannwerk in Paderborn-Elsen.

### Energieversorgung
2002 verkaufte die Stadt ihre Stadtwerke an die Paderborner Elektrizitätswerke und Straßenbahn AG (PESAG). 2003 ging die PESAG in der E.ON Westfalen Weser auf. Im Zuge einer Rekommunalisierung wurde das Netzgeschäft unter Mehrheitsbeteiligung der Paderborner Kommunalbetriebe von der Westfalen Weser Energie übernommen. Die Energiekunden blieben bei E.ON Energie Deutschland. E.ON ist auch weiterhin Grundversorger. 2015 erfolgte die Neugründung der Stadtwerke Paderborn GmbH, ein Energieversorgungsunternehmen bzw. eine Vertriebsgesellschaft ohne Netzbetrieb für Erdgas, Strom und Heizstrom. Das Kundenzentrum befindet sich am ehemaligen Stammsitz des Unternehmens im Rolandsweg 80 in Paderborn.

### Medien
In Paderborn erscheinen die zwei regionalen Tageszeitungen aus Bielefeld, Neue Westfälische und das Westfalen-Blatt, welches in Paderborn den Titel Westfälisches Volksblatt trägt. Es handelt sich somit um ein Kopfblatt. Einmal wöchentlich wird das kostenlose Anzeigenblatt Paderborn Am Sonntag verteilt. Monatlich gibt es außerdem die kostenlosen Stadtmagazine Das Heft, welches vor allem Veranstaltungshinweise und Kulturnachrichten enthält, sowie port01 das als Printmagazin erscheint und digital auf der Webseite des Stadtmagazins sowie in deren kostenlosen App mobil auf iPhone und Android Smartphones zu lesen ist, und Hochglanz Zudem erscheint vierteljährlich in Paderborn die Zeitschrift Die Warte für die Kreise Paderborn und Höxter, mit Beiträgen zur Regionalgeschichte, Literatur und Kunst.
Der lokale Radiosender Radio Hochstift kann im Stadtgebiet unter 93,7 MHz und 88,1 MHz terrestrisch sowie unter 87,6 MHz im Kabelnetz empfangen werden. Das englischsprachige Radioprogramm für Angehörige der britischen Streitkräfte und deren Familien ist im Stadtgebiet frei empfangbar (BFBS Radio 1 vom Sender Paderborn-Sennelager: 105,00 MHz, im Kabelnetz: 94,85 MHz; BFBS Radio 2 vom Sender Paderborn-Sennelager: 91,20 MHz). Das mehrkanalige BFBS-Fernsehprogramm ist seit Mai 2006 digital und nur noch für berechtigte Personen zu empfangen (via Kabel oder Satellit). Das Universitätsradio L’UniCo sendet seit Herbst 2009 terrestrisch auf 89,4 MHz, sowie als Webstream.
Der WDR hat Anfang 2007 ein Regionalbüro in Paderborn errichtet. Die für Paderborn relevanten regionalen Beiträge und Nachrichten für die WDR-Fensterprogramme (Radio, Fernsehen) kommen vom WDR-Studio Bielefeld. Das Bürgerfernsehen für Paderborn und Umgebung war der Offene Kanal Paderborn, der bis Ende 2008 über das Kabelnetz zu empfangen war.
Internetzugänge mit DSL-Geschwindigkeiten sind im Stadtzentrum flächendeckend verfügbar, in vielen Bereichen auch VDSL. Dazu gibt es im Stadtgebiet mehrere Dutzend öffentliche Hotspots. Die Initiative Freifunk Hochstift betreibt mit über 800 Hotspots eines der größten freien Funknetze in Deutschland.

### Öffentliche Einrichtungen
In der Stadt befinden sich ein Land- und ein Amtsgericht sowie die Außenstelle des Rechenzentrums der Finanzverwaltung Nordrhein-Westfalen.
In Paderborn befinden sich u. a. das Ev. Krankenhaus St. Johannisstift Paderborn, das Brüderkrankenhaus St. Josef Paderborn und das St. Vincenz-Krankenhaus Paderborn.

### Bildung

#### Hochschulen
Die erste Universität in Paderborn war die 1614 als Jesuiten-Universität gegründete heutige Theologische Fakultät Paderborn. Sie ist damit die älteste Hochschule Westfalens. Ab 1917 trug die Hochschule zunächst die Bezeichnung „Philosophisch-Theologische Akademie“. Papst Paul VI. verlieh ihr 1966 den Rechtsstatus einer Theologischen Fakultät und bestätigte ihre Rechte, die akademischen Grade zu verleihen. Die Bibliothek der Fakultät ist die Erzbischöfliche Akademische Bibliothek Paderborn.
Im Jahr 1790 wurde die Normalschule in Paderborn zur Ausbildung von Landschullehrern für das Hochstift gegründet. Im Jahr 1965 folgte die Pädagogische Hochschule Westfalens, Abteilung Paderborn, die 1972 als Universität Paderborn neu gegründet wurde. An Forschungsdrittmitteln konnten im Jahr 2012 von der Universität insgesamt etwa 38 Mio. Euro eingeworben werden. So belegte die Universität im Förder-Ranking der Deutschen Forschungsgemeinschaft (DFG) 2006 im Bereich Elektrotechnik, Informatik, Systemtechnik eine Platzierung im Spitzenfeld. Die beiden Fraunhofer-Einrichtungen in Paderborn arbeiten eng mit der Universität zusammen. Weiterhin gibt es mehrere Joint-Ventures von Universität und High-Tech-Industrie, und die Universität Paderborn hat eine der höchsten Ausgründerrate ganz Nordrhein-Westfalens. Im Jahr 2003 gründete die Universität gemeinsam mit der dortigen Hochschule für Wissenschaft und Technik eine Chinesisch-Deutsche Technische Fakultät (CDTF) im chinesischen Qingdao. Das Heinz Nixdorf Institut HNI der Universität Paderborn kooperiert mit dem Fraunhofer-Institut für Entwurfstechnik Mechatronik IEM.
Die Katholische Hochschule Nordrhein-Westfalen wurde 1971 als Katholische Fachhochschule Nordrhein-Westfalen gegründet und hat neben Paderborn Standorte in Aachen, Köln und Münster. Träger der Hochschule sind die Erzbistümer beziehungsweise Bistümer Aachen, Essen, Köln, Münster und Paderborn als Gesellschafter der Katholischen Hochschule NRW.
Die Fachhochschule der Wirtschaft (FHDW) wurde 1993 durch das Bildungszentrum für informationsverarbeitende Berufe (s. o.) gegründet. Die staatlich anerkannte Hochschule in privater Trägerschaft hat weitere Standorte in Bergisch Gladbach, Bielefeld, Mettmann und Hannover.

#### Berufliche Schulen
Das Bildungszentrum für informationsverarbeitende Berufe, gegründet von Heinz Nixdorf, ist eine private Berufsschule, Fachschule und Berufsfachschule für Angewandte Informatik und heute ein eingetragener, gemeinnütziger Verein mit weiterem Standort in Bergisch Gladbach. In Verbindung mit einer dualen Ausbildung werden IHK-Abschlüsse, bei rein schulischer Ausbildung staatliche Berufsabschlüsse (staatlich geprüfter Informatiker oder staatlich geprüfter Informationstechnischer Assistent) verliehen.
In der Trägerschaft des Kreises befinden sich die sechs Berufskollegs, das sind für den Bereich Wirtschaft und Verwaltung das Ludwig-Erhard-Berufskolleg und das Berufskolleg Schloß Neuhaus. Für den Bereich Erziehung, Soziales, Gestalterisches und Gastronomie gibt es das Helene-Weber-Berufskolleg, für Sozial- und Gesundheitswesen das Edith-Stein-Berufskolleg (Träger: Erzbistum Paderborn), für Technik das Richard-von-Weizsäcker-Berufskolleg und für Agrarwirtschaft das Gregor-Mendel-Berufskolleg.
In Paderborn sind mehrere Weiterbildungseinrichtungen beheimatet.

#### Allgemeine Schulen
In Paderborn gibt es drei Gesamtschulen, sechs Gymnasien, eins davon in privater Trägerschaft. Das Gymnasium Theodorianum gehört zu den zehn ältesten noch bestehenden Schulen im deutschen Sprachraum, das mit der größten Schülerzahl ist das Pelizaeus-Gymnasium Paderborn. Das Abitur kann außerdem am Westfalen-Kolleg Paderborn erworben werden. In Paderborn liegen vier staatliche Realschulen, die private Realschule St. Michael sowie vier Hauptschulen.
In Paderborn gibt es insgesamt 21 Grundschulen, davon sind sieben (überkonfessionelle) Gemeinschaftsschulen, zwölf katholische Bekenntnisschulen und eine evangelische Bekenntnisschule.

### Verkehr

#### Luftverkehr

Lage und Funktion des Flughafens Paderborn/Lippstadt im System der Flughäfen des Landes Nordrhein-Westfalen

Der Flughafen Paderborn/Lippstadt, rund 15 Kilometer südwestlich der Stadtmitte Paderborns, in unmittelbarer Nähe des Ortsteils Ahden der Stadt Büren, bietet Linienverkehr nach München sowie Charterverkehr in zahlreiche Urlaubsregionen wie Mallorca, Antalya oder die griechische Insel Kreta. Der Flughafen ist über die Bundesstraße 1 und den Flughafenzubringer sowie von der Bundesautobahn 44 über die Abfahrt Büren zu erreichen. Vom Hauptbahnhof verkehrt im 30-Minuten-Takt ein Schnellbus, der nach 20 Minuten am Flughafen eintrifft.
Der Flugplatz Paderborn-Haxterberg im äußersten Süden des Stadtgebiets dient hauptsächlich dem Individualluftverkehr und dem Luftsport.

#### Straßenverkehr
Paderborn ist mit fünf Ausfahrten an die A 33 angeschlossen, die die Verbindung zwischen der A 2 Oberhausen–Berlin und der A 44 Dortmund–Kassel herstellt.
Von Westen wird die Stadt aus Richtung Dortmund/Soest über die B 1 erreicht, die im weiteren Verlauf nach Nordosten in Richtung Detmold / Hameln führt. Von Osten aus Richtung Höxter gelangt man über die B 64, die in nordwestlicher Richtung weiter nach Münster führt, nach Paderborn. Von Süden aus Richtung Warburg/Korbach kommt man über die B 68 in die Stadt.

#### Schienenverkehr

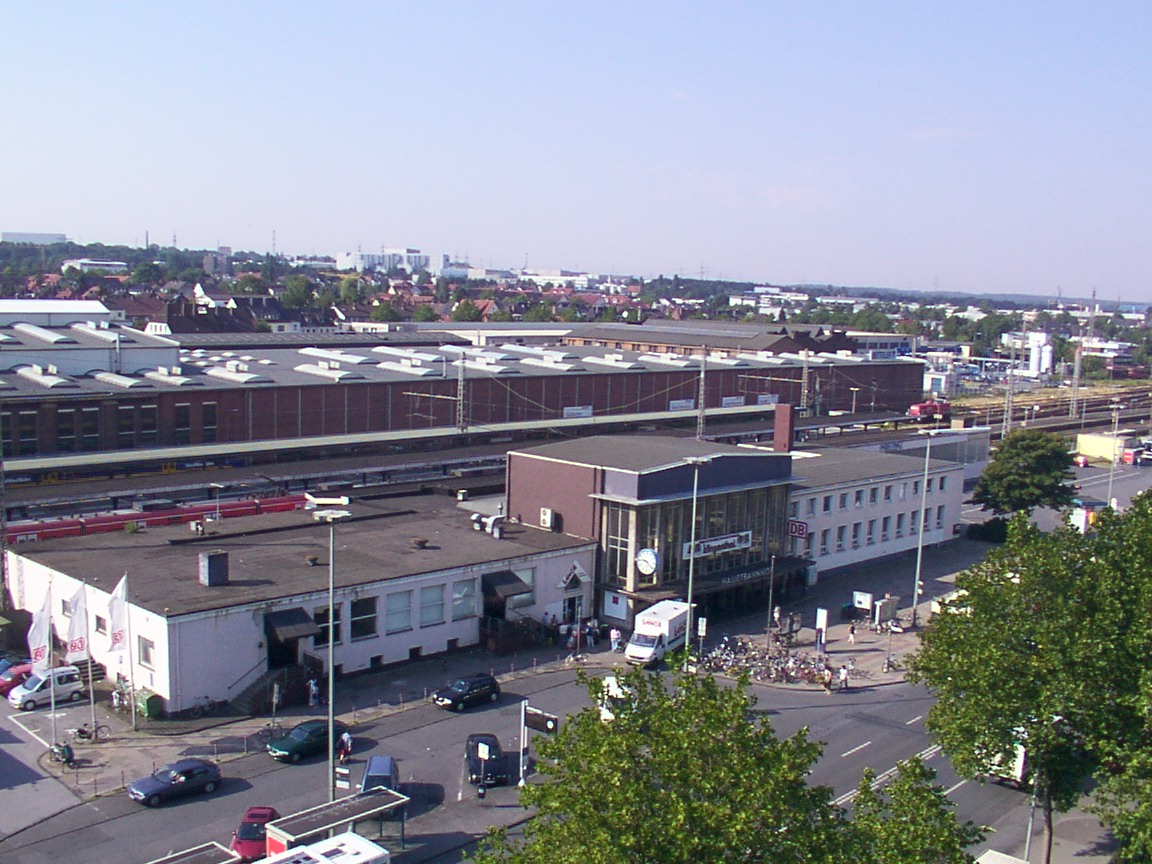
Hauptbahnhof Paderborn (2005)

Der Hauptbahnhof Paderborn liegt an der Bahnstrecke Hamm–Warburg, Teil der Mitte-Deutschland-Verbindung aus dem Ruhrgebiet nach Thüringen, Sachsen bzw. Berlin; hier zweigt die Senne-Bahn nach Bielefeld ab.
Im Schienenpersonenfernverkehr hält hier die IC-Linie Düsseldorf–Hamm–Kassel–Erfurt–Gera. Der Nahverkehr wird von RE- und RB-Linien in Richtung Hamm–Düsseldorf, Herford, Bielefeld, Höxter–Holzminden, Göttingen, Warburg und Münster bedient. In Paderborn endet auch die S-Bahnlinie S 5 nach Hameln – Hannover Hbf – Hannover Flughafen. Der RE11 (Rhein-Hellweg-Express) verkehrt von Düsseldorf über Hamm und Paderborn nach Kassel.
Die nach Bielefeld führende Senne-Bahn bedient in der Kernstadt die Bahnhöfe Paderborn Kasseler Tor und Paderborn Nordbahnhof sowie in den Außenbezirken die Haltepunkte Paderborn-Schloß Neuhaus und Sennelager. Der neue Haltepunkt in Schloß Neuhaus ist seit dem 30. Oktober 2008 in Betrieb. Seit dem Fahrplanwechsel 2015 wird der Haltepunkt Ausbesserungswerk Paderborn nicht mehr bedient; planmäßige Halte waren selten geworden und entfielen wegen des neu eingeführten Halbstundentaktes auf der Bahnstrecke.
Bis 1981 fuhr auch eine Almetalbahn nach Büren. Diese Bahn hielt auch am ehemaligen Haltepunkt Paderborn-Wewer. Die Almetalbahn wurden im Jahr 2006 auch für den Güterverkehr stillgelegt und die Gleise abgebaut. In den letzten Jahren gab es Überlegungen, diese Strecke zu reaktivieren, um den Flughafen Paderborn/Lippstadt besser an den ÖPNV anzubinden. Im Dezember 2015 hat der Nahverkehrsverbund Paderborn/Höxter die Strecke zwischen Paderborn und Büren in den neuen SPNV-Bedarfsplan des Landes Nordrhein-Westfalen angemeldet.

#### Öffentlicher Personennahverkehr
Den Straßenpersonennahverkehr in der Stadt werden durch Stadtbusse des PaderSprinters bedient. Der Name PaderSprinter für den Busverkehr wurde im Jahre 2000 von der damaligen Betreibergesellschaft PESAG (der vormaligen Paderborner Elektrizitätswerke und Straßenbahn AG) eingeführt. Der Name ist behalten worden, als 2003 die PESAG durch Übernahme und Fusion in der E.ON Westfalen Weser aufging. Seit Ende 2012 ist der PaderSprinter eine städtische Tochtergesellschaft der Paderborner Kommunalbetriebe (PKB).
Derzeit betreibt der PaderSprinter 13 Hauptlinien (sonntags 12 Hauptlinien), 7 Nebenlinien und an Wochenenden sowie vor ausgesuchten Feiertagen 8 innerstädtische Nachtbuslinien.
Aus der Stadt heraus wird der ÖPNV durch Regionalbusse der BahnBus Hochstift GmbH (seit 1. November 2008 DB Bahn Ostwestfalen-Lippe-Bus) sichergestellt. Sie fahren u. a. nach Delbrück, Borchen, Büren und über Lichtenau nach Warburg. Die Buslinien nach Hövelhof und Bad Lippspringe werden seit 2014 von der go.on Nahverkehrsgesellschaft betrieben. An Wochenenden und vor ausgewählten Feiertagen verkehren 10 Nachtbus-Expresslinien von go.on aus der Stadt Paderborn in die übrigen Städte und Gemeinden des Kreises Paderborn sowie nach Schlangen und Bad Driburg. Für Fahrten zurück in die Stadt Paderborn sind allerdings die normalen Tagesbuslinien zu benutzen. Die wichtigsten Regionalbuslinien sind die Schnellbuslinie S30 nach Bad Driburg, die Regionalbuslinie R70 nach Alfen, die R82 nach Atteln und Lichtenau, die R50/R51 nach Bad Lippspringe und Schlangen, die R20 nach Hövelhof, die S85 nach Lichtenau und Warburg, die S60 zum Flughafen und nach Büren, die S40 nach Delbrück und R10 nach Brilon.
Alle Regionalzüge und -busse fahren zu einheitlichen Tarifen innerhalb des Westfalentarifs. Bis August 2017 galten die Tarife des Nahverkehrsverbunds Paderborn-Höxter („Hochstift-Tarif“). Ab August 2017 ist Westfalen-Lippe der neue „Westfalentarif“ eingeführt worden. Damit fällt der „Hochstift-Tarif“ weg.
Die Straßenbahn Paderborn wurde ab 1951 schrittweise eingestellt. Die letzte Straßenbahn fuhr in Paderborn am 27. September 1963 vom Hauptbahnhof in den Stadtteil Schloß Neuhaus. Kurz nach der Stilllegung mussten die Straßenbahngleise neuen Fahrspuren und dem damaligen Leitbild einer autogerechten Stadt weichen.

#### Radverkehr
Der Anteil des Radverkehrs in Paderborn lag 2004 bei 18 % der Wege der Einwohner und damit bei einem für deutsche Großstädte überdurchschnittlichen Wert. Auffällig ist, dass neben Schülern auch Erwerbstätige und Nicht-Erwerbstätige mit Kfz relativ hohe Radverkehrswerte haben, während Studenten einen eher geringen Wert von nur 10 % aufweisen. Es gibt einen Fahrradstadtplan aus dem Jahr 2002.

## Persönlichkeiten

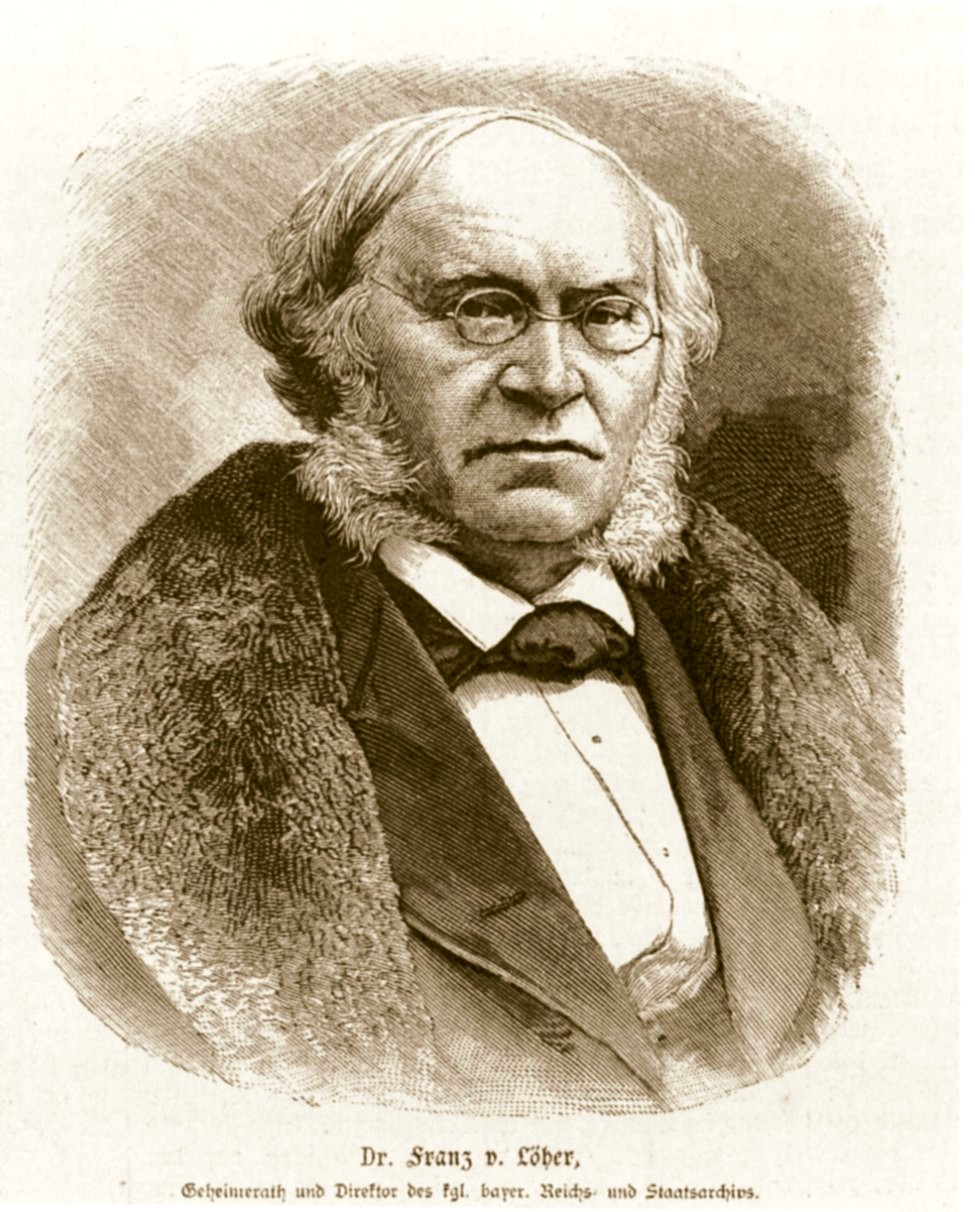
Franz von Löher

Zu den bekanntesten der in Paderborn geborenen Persönlichkeiten zählen der Kupferstecher und Maler Heinrich Aldegrever (1502–1561), die Sängerin und Schauspielerin Sophie Schröder (1781–1868), der Apotheker und Entdecker des Morphins Friedrich Sertürner (1783–1841), der demokratische Politiker Franz von Löher (1818–1892) und der Widerstandskämpfer Josef Wirmer (1901–1944). Gebürtige Paderborner sind ebenfalls der Computerpionier und Unternehmer Heinz Nixdorf (1925–1986), der Journalist und Moderator Dieter Thoma (1927–2017), der CDU-Politiker und Ehrenbürger Wilhelm Lüke (1934–2021), die SPD-Politikerin und Abgeordnete im Europaparlament Mechtild Rothe (* 1947), der Kabarettist Rüdiger Hoffmann (* 1964), die Tagesschau-Sprecherin Judith Rakers (* 1976), der Fernsehmoderator Stefan Gödde (* 1975), der Politiker Carsten Linnemann (* 1977) und der Fußballspieler Alexander Nübel (* 1996).
Zu den Ehrenbürgern gehören der Reichspräsident Paul von Hindenburg (1933), der Paderborner Erzbischof Lorenz Kardinal Jaeger (1956), der Bundestagspräsident und ehemalige Bundesminister Rainer Barzel (1984) und der Erzbischof von Paderborn Johannes Joachim Kardinal Degenhardt (1991).
Bedeutende Persönlichkeiten, die längere Zeit in Paderborn lebten und arbeiteten, waren oder sind unter anderem der Jesuitenpater Friedrich Spee von Langenfeld (1591–1635, Autor der Cautio Criminalis und prominentester Gegner von Folter und Hexenprozessen), welcher hier zwischen 1623 und 1633 (Student der Jesuitenuniversität, dann Professor für Moralphilosophie) wirkte, der Beichtvater von Kaiser Karl VI., Vitus Georg Tönnemann (1659–1740), der Komponist der Spätromantik Engelbert Humperdinck (1854–1921), der Reichskanzler der Weimarer Republik Wilhelm Cuno (1876–1933), der Essener Bischof Franz Kardinal Hengsbach (1910–1991), der Kirchenkritiker und Professor Eugen Drewermann (* 1940), der CDU-Politiker Friedhelm Ost (* 1942) und die SPD-Politikerin Ute Berg (* 1953).

## Sprache
Paderborn gehört zum Einzugsbereich der ostwestfälischen Dialektgruppe des Plattdeutschen. Plattdeutsch wird im Paderborner Land noch verbreitet gesprochen, von jüngeren Generationen aber kaum noch gepflegt. Im Stadtgebiet selbst ist das früher verbreitete „Paderborner Platt“ oder „Paderbörnsch“ de facto nicht mehr anzutreffen und wird nur noch aus Traditionsbewusstsein von interessierten Bürgern dokumentiert. Es wird praktisch ausschließlich Hochdeutsch mit gelegentlich eingestreuten typisch westfälischen Eigenarten und Wendungen benutzt.
Von 2011 bis 2021 war die Stadt Paderborn korporatives Mitglied des Vereins Deutsche Sprache. Auf Empfehlung des Bürgermeisters beschloss der Hauptausschuss im März 2021 jedoch den Austritt aus dem Verein.
Paderborn wird im alten paderbornischen Platt: Paterboärn, in Paderborner Umgangssprache heutzutage Pad(d)aboan [ˈpadɐboɐ̯n] ausgesprochen.

## Film
- Paderborn – Der Dokufilm – Die wilden Jahre?! (2015 – Regie: Julian Jakobsmeyer)
- Paderborn. Stadt im Wandel 1920–1960. DVD mit Begleitheft. Regie: Andrea Wirtz. Hg. vom LWL-Medienzentrum für Westfalen, (ISBN 978-3-939974-71-0)